# See Eben
Die See Eben ist ein Feuchtgebiet (Torfmoos, Moor) in der mittleren Koralpe im Grenzgebiet der Weststeiermark zu Kärnten. Sie liegt im Süden der Hebalm.

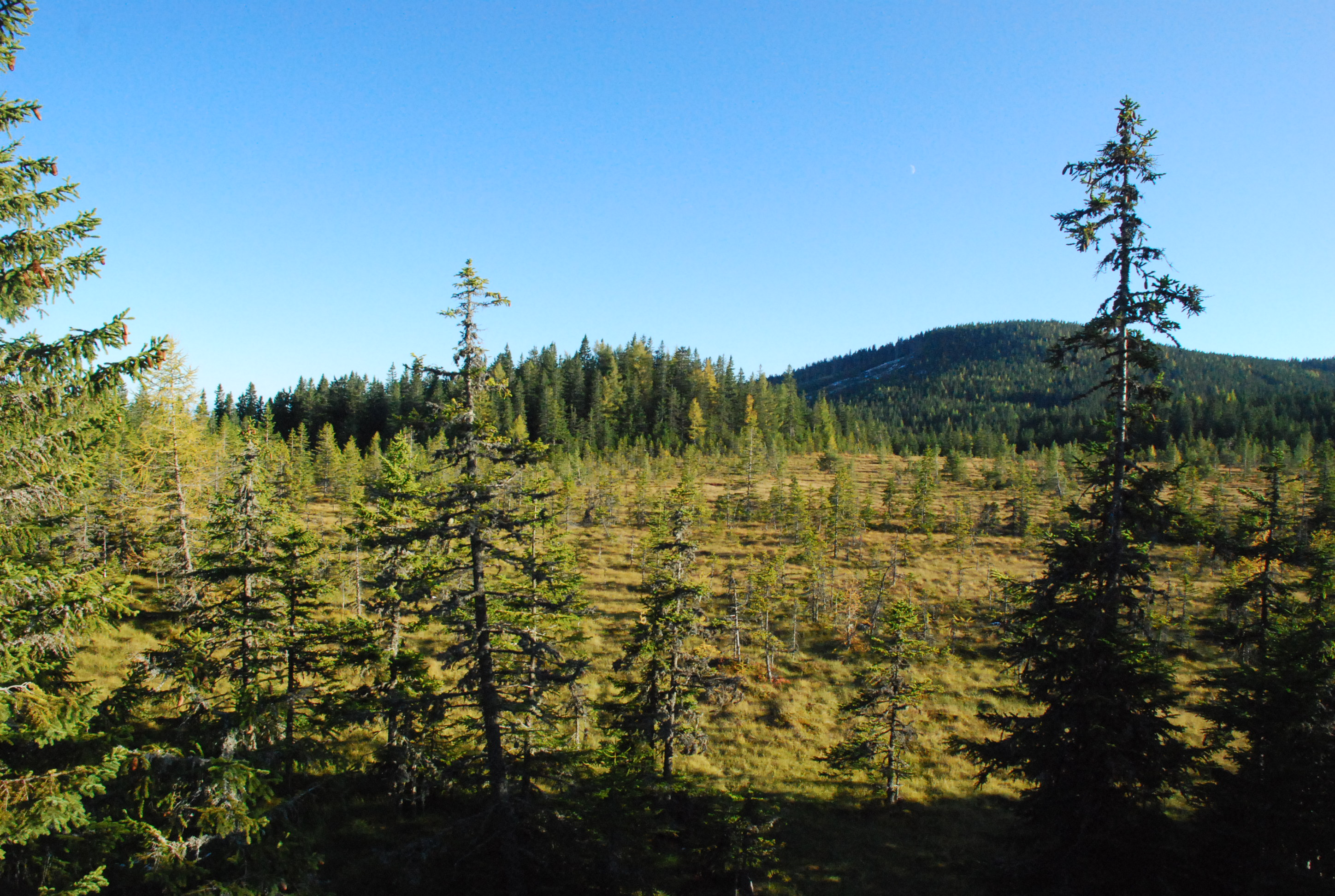
In der See Eben

## Geografie
Die See Eben ist rund 5,7 ha groß. Sie liegt auf 1440 m ü. A., etwa 300 Meter westlich der Stoffhütte im Einzugsgebiet des Stoffbaches, etwa zwei Kilometer südwestlich der Hebalmstraße (Rehbockhütte, Hebalmwirtshaus). Die Stelle ist nicht erschlossen, nur zu Fuß erreichbar, im Sommer über die (für Kraftfahrzeuge weitgehend gesperrten) Forststraßen zur Stoffhütte, bei Schneelage mit Langlaufausrüstung.
Die Lage der See Eben auf dem Höhenzug der Koralpe ist ein Beleg für den schollenartigen Bau dieses Gebirges: Die Koralpe ist geologisch ein emporgehobener Gebirgsteil, eine so genannte Pultscholle.
Das Feuchtgebiet liegt auf einer mehrere Kilometer langen relativ ebenen Fläche, auf der eine Reihe von Feuchtflächen liegen (so auch das Filzmoos als Ursprung des Rettenbaches und des Klosterbaches).
Die See Eben ist auch das Quellgebiet des Schreflbaches, eines Quellflusses des Waldensteiner Baches, der bei Wolfsberg in die Lavant mündet, und mehrerer kleiner Gerinne, die östlich in den Stoffbach im Tal des Rettenbachs und der Laßnitz münden. Damit bildet das Moor die Wasserscheide Drau–Mur.
Der Nord-Süd-Weitwanderweg führt bei der Stoffhütte wenige hundert Meter an der See Eben vorbei.
Die See Eben wird in Landkarten auch See Ebene genannt, was sich auf das flache Gelände bezieht.
Die Namensvariante Seeboden in der Franziszeischen Landesaufnahme ca. 1835 bildet einen gleichartigen Hinweis, das Wort Boden bedeutet eine ebene Fläche (im Gegensatz zum Bergland, wie auch bei Kainachboden, (Aichfeld-)Murboden).
Der Kärntner Anteil der See Eben und das Gebiet westlich und nördlich davon bildet die Grundbuchseinlage Konradöden, ihr Eigentümer ist der Malteser-Ritterorden.
Das Gebiet gehört zum Forstgut Hebalm dieses Ordens, es ist im Winter durch eine Langlaufloipe vom Schigebiet Hebalm aus erschlossen.
Im Frühjahr 2008 wurde nördlich der See Eben eine Aussichtsplattform errichtet, von der das Gebiet des Hochmoores beobachtet werden kann. Dieser Aussichtspunkt ist von der Hebalm aus in einer ungefähr halbstündigen Wanderung zu erreichen, Ausgangspunkt ist die Abzweigung der alten Weinstraße östlich der Hebalmkapelle.

## Namen

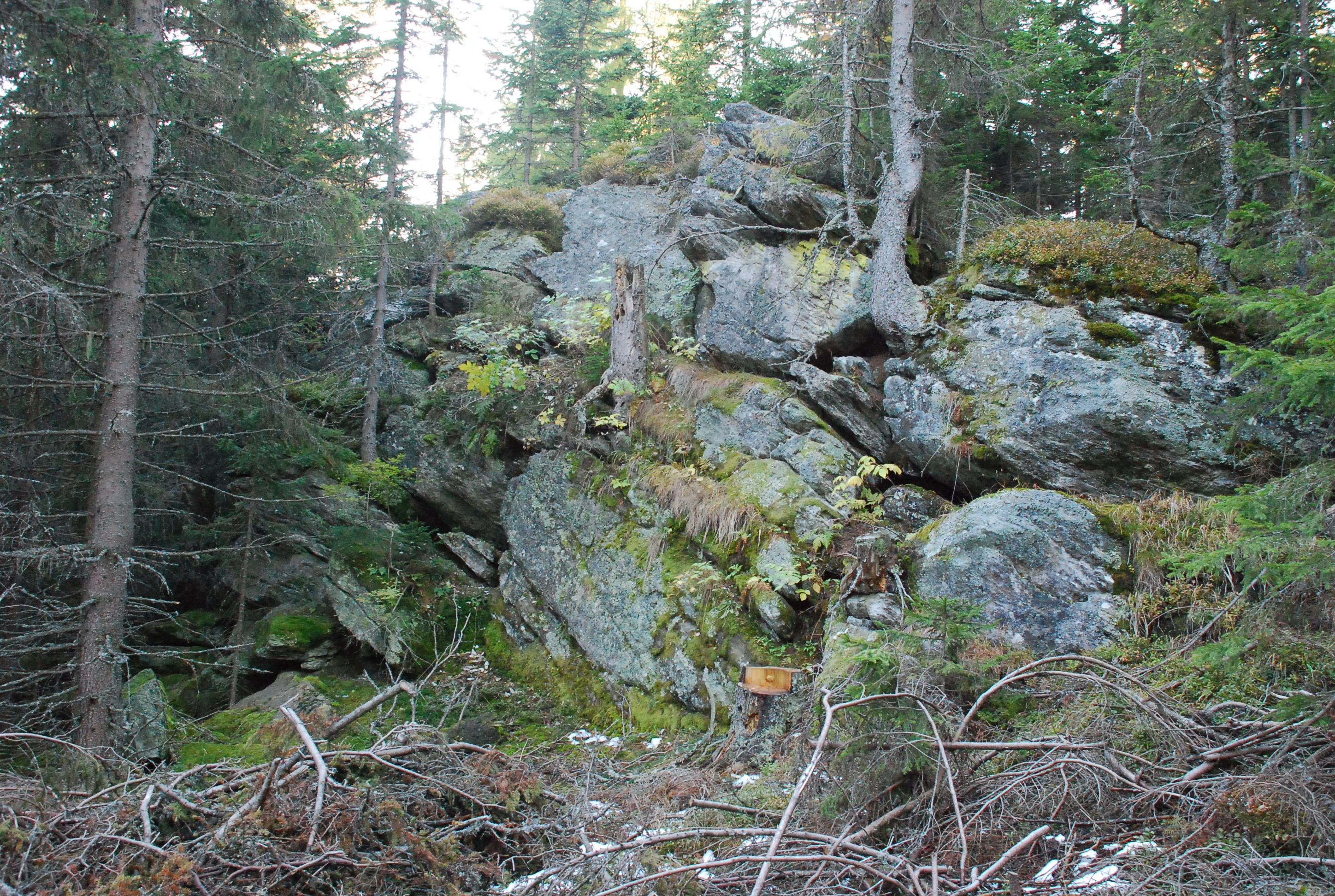
Eine der Felsformationen (Ofen, Schrefel) im Umkreis der See Eben, von denen sich der frühere Name des Gebietes ableitet

### Ableitung von einem See
Die See Eben wird auch Seemoos genannt. Der Name wird als Hinweis darauf gewertet, dass es sich bei dem Gebiet um einen ehemaligen See handelt.
Tatsächlich befindet sich in der See Eben neben vielen anderen kleinen Wasserflächen (Schlenken) auch ein Größerer, wenn auch nur einige Meter lang ⊙. Es muss sich dabei aber nicht um den Rest eines verlandeten, früher größeren Sees handeln. Die Wasserfläche kann auch ein Hochmoorkolk (Moorauge) sein, welches seine Existenz dem Wachstum des Moores und einem Wasserüberschuss verdankt, also nicht vor dem Moor vorhanden war, sondern überhaupt erst mit dem Moor entstand.
Die frühere Bezeichnung der See Eben als Schröfel-See verweist auf die kleinen Felsen und Geröllhalden (Schrofen), die sich in der Umgebung finden.

### Ableitung von einer Transportstation
Die See Eben liegt an einer alten Straßenverbindung, die Weinstraße genannt wird und auch heute noch benützt wird, zum Beispiel als Weitwanderweg Lavanttaler Höhenweg. Diese Verbindung verläuft von Frantschach-St. Gertraud im Lavanttal auf die Landesgrenze zwischen Kärnten und Steiermark auf der Hebalm, sie ist bereits in der Josephinischen Landesaufnahme dokumentiert. Ihr Verlauf nördlich der See Eben ist auch in den Überarbeitungsgenerationen (Revisionen, Kartenfortführungen) der neueren amtlichen Karten als breiter Fußweg
oder Karrenweg ausgewiesen.
Alle diese Wege führen zum heute unbewohnten Forsthaus Hebalm beziehungsweise zur Hebalmkapelle und dokumentieren damit die früheren Bedeutung dieses Bereichs. Das bestehende Hebalmgasthaus (Rehbockhütte, Hebalmschutzhaus) liegt knapp einen Kilometer östlich an anderen Wegen.

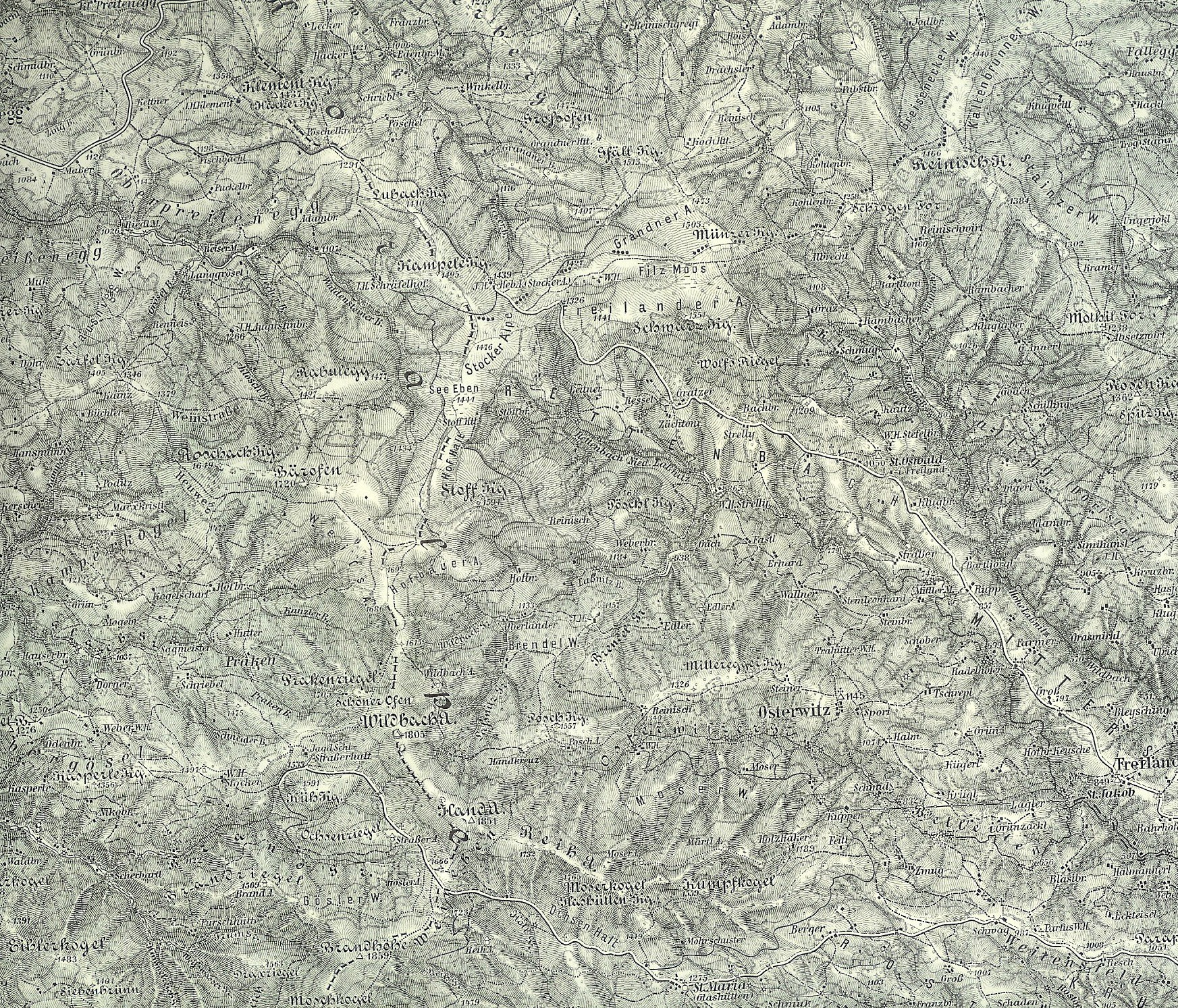
Die See Eben auf der Hebalm um 1930 (Bildmitte links): Die Weinstraße verläuft nach Westen ins Lavanttal, die Weineben liegt südlich am unteren Kartenrand.

Bis Mitte des 17. Jahrhunderts waren die Wege über die Hebalm Teil eines „Geflechtes von Weinstraßen“ und wichtige Handelswege, zum Beispiel für Salz.
Einer dieser Wege führte von Deutschlandsberg über das ehemalige Gemeindegebiet von Kloster auf die Hebalm und von dort ins Lavanttal. Eine andere Straße ging von Gams über Greim zum Absetzwirt und von dort auf die Hebalm (Greimstraße).
Die See Eben lag damit an einem örtlich bedeutenden Handelsweg. Dieser Weg verlief über den nahen Seeberg und ist in der damals relevanten Landkarte in gleicher Weise wie die heutige Hebalmstraße eingezeichnet.
Wer bis ins 19. Jahrhundert Transporte für andere Stellen als die jeweils eigene Grundherrschaft übernahm, durfte damit nicht immer über die Grundherrschafts-Grenze oder Landesgrenze fahren. An den Grenzen warteten andere Frächter, die den Weitertransport besorgten. Solche Stellen, an denen zum Beispiel Wein- und Salzfässer von einem Wagen auf den anderen (um)gehoben wurden, wurden Hebestellen genannt.
Namen, die auf Heb- lauten, erinnern an das Umladen (Umheben) dieser Frachten. Mit dieser Situation wird in der Literatur das Wort Weinebene (ca. 6 km südlich der See Eben) erklärt. Die Weinebene ist ein Gebirgspass in 1668 m, aber keine Ebene. Dort befand sich eine der „Wein-heben“, die Gegend hieß früher Weinhöb. (in der örtlichen Mundart, „ö“ für „e“) Bis etwa 1930 wurde das betreffende Gebiet in den Landkarten als Weineben (nicht „-ebene“) ausgewiesen.
Die gleiche Namensableitung wird unter Berufung auf die gleiche örtliche Situation auch für die See Eben vertreten. Der Namen  wird dabei auf den einer Umladestation an der Weinstraße, auf eine „See-Heb(en)“, eine Umhebestelle am See, zurückgeführt. Außer der nur leicht gewölbten und schwer zugänglichen, jedenfalls wirtschaftlich nicht relevanten Oberfläche des Hochmoores gibt es in der Gegend keine flache Geländestelle, die als „Ebene“ bezeichenbar wäre. Die Hebalm ist ebenfalls ein Beispiel für diese Namenserklärung, sie wurde in alten Schriften auch Freyländer Hebstatt genannt.
Im 17. Jahrhundert verlagerten sich die Handelswege, die Strecken über die Pack und die Stubalpe (Gaberl) erwiesen sich als bequemer und kürzer (für den Handel mit der Obersteiermark und Salzburg). Die Verbindungen über die Hebalm und die Weinebene in das Lavanttal und nördlich zum Obdacher Sattel verloren an Bedeutung.
Die Umladestellen in den Bergen an den Landes- beziehungsweise Grundherrschaftsgrenzen wurden nicht mehr benützt. Da sie weitab von den Siedlungsgebieten lagen, entstanden auch keine anderen Wirtschaftsbetriebe an ihrer Stelle. Die ursprüngliche Bedeutung des Wortteils Heb- geriet in Vergessenheit oder es wurden darauf beruhende Namen anders erklärt. Wegen der fast gleichen Aussprache in der Alltagssprache lag dafür das Wort „Ebene“ nahe. Sowohl Weineben als auch See Eben werden ab dem ausgehenden 20. Jahrhundert auch als Weinebene oder See Ebene bezeichnet.

### Namenswirkungen
Die Wasserfläche in der See Eben war namengebend in ihrer Umgebung:
Die unbenannte Erhebung (1476 m) an der Nordseite der See Eben ist in der Josephinischen Landesaufnahme im 18. Jahrhundert als Seeberg bezeichnet.
Ein Bezug auf die namengebenden Schrofen ist in der Bezeichnung des Schrefelhof nordwestlich der See Eben am Kampelekogel erhalten. Von diesen Felsformationen leitet sich auch der Name des von der See Eben nach Westen fließenden Schrefel Baches ab.

## Umwelt
Die See Eben ist ein Sattelmoor, eine seltene Form des Moores, das eine Wasserscheide bildet.
Das Moor auf der See Eben ist Naturschutzgebiet. Dieser Schutz dient der Erhaltung des Hochmoores mit seiner charakteristischen Moorvegetation. Jede Änderung des Wasserhaushaltes, des Pflanzenbewuchses und der Bodengestaltung sind verboten.
In der See Eben befindet sich das größte Vorkommen der seltenen und geschützten Zwergbirke (Betula nana) in der Steiermark, möglicherweise sogar von ganz Österreich.
Die See Eben wird als ein wurzelechtes Hochmoor bezeichnet, welches sich aus einer Versumpfung und nicht erst über einem Niedermoor nach einer Verlandung gebildet hat. Die Torfschichte ist bis etwa vier Meter tief, der mineralische Untergrund ist sandig-tonig. Die See Eben ist im Zentrum um etwa vier Meter gegenüber dem westlichen Moorrand gewölbt.
Die See Eben ist nur aus der Entfernung betrachtet flach – in der Nähe zeigen sich viele Rasenhügel (Bulten) und kleine Wasserflächen (Schlenken, Flarken). Diese Wasserflächen können eine Tiefe bis zu über einem Meter aufweisen, gemeinsam mit den Bulten (Bult-Schlenken-Komplex) machen sie ein Durchqueren des Gebietes praktisch unmöglich.
Die See Eben liegt in der südwestlichen Ausweitung des Landschaftsschutzgebietes Pack-Reinischkogel-Rosenkogel.
Das Gebiet östlich der See Eben besteht aus unterschiedlichen Gesteinsschichten und wurde durch geologische Detailstudien untersucht.

## Geschichte
Die Gegend der See Eben wird erstmals in einer Aufzählung von Almen erwähnt, die in einem Besitzstreit zwischen der Herrschaft Schwanberg und dem Erzbischof von Salzburg um das Jahr 1320 entstand: „enhalb des sees eneben den stainen, …“ (‚jenseits des Sees neben den Steinen‘ – Hinweis auf den früheren Namen Schröfel-See).
In der Karte der Steiermark von Georg Matthäus Vischer aus dem Jahr 1678 ist das Gebiet als Schröfl See verzeichnet. Der See ist als Quellsee eines Flusses dargestellt, der in seinem Lauf eine Kombination aus Stoffbach, Rettenbach, Laßnitz und Wildbach bildet.
Im Jahr 1728 ist der Schröfl See auf der Karte von Matthäus Seutter als dominierende Wasserfläche an der Landesgrenze zwischen der Steiermark und Kärnten dargestellt. in See in dieser Lage ist auch in der Josephinischen Landesaufnahme 1787 dargestellt. Er ist allerdings nicht mehr als Ursprung eines Gewässers ausgewiesen.
Das Alter eines 1973 geborgenen Torfstückes aus etwa 3,0 bis 3,1 Meter Tiefe der See Eben wurde durch eine Radiokohlenstoffdatierung damals auf 5720 ± 140 Jahre bestimmt.
Die Zeit, in der die Pflanzen dieses Stückes abgestorben sind, liegt somit bei ungefähr 3750 v. Chr.

## Bilder zur See Eben

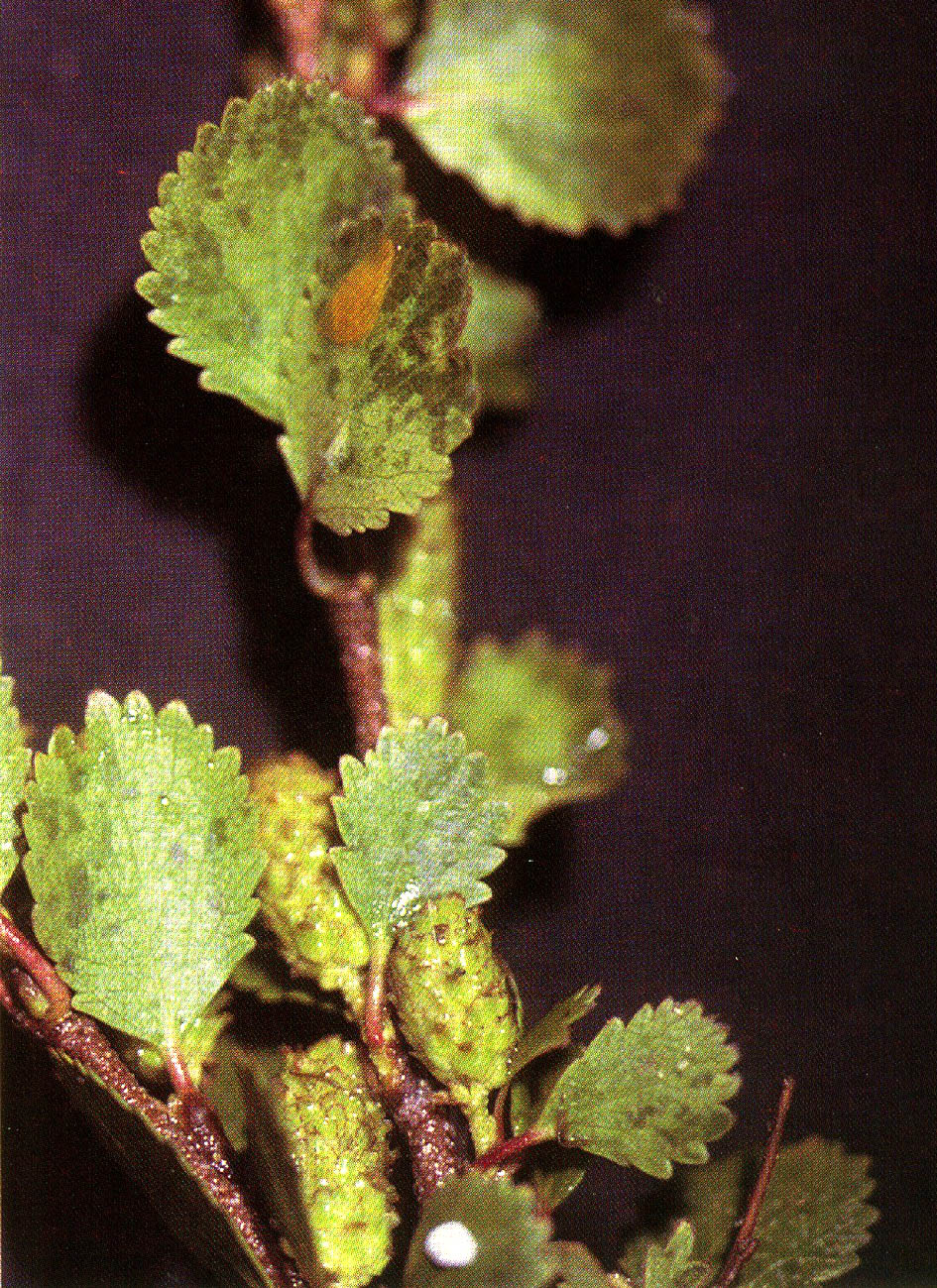
Zwergbirke
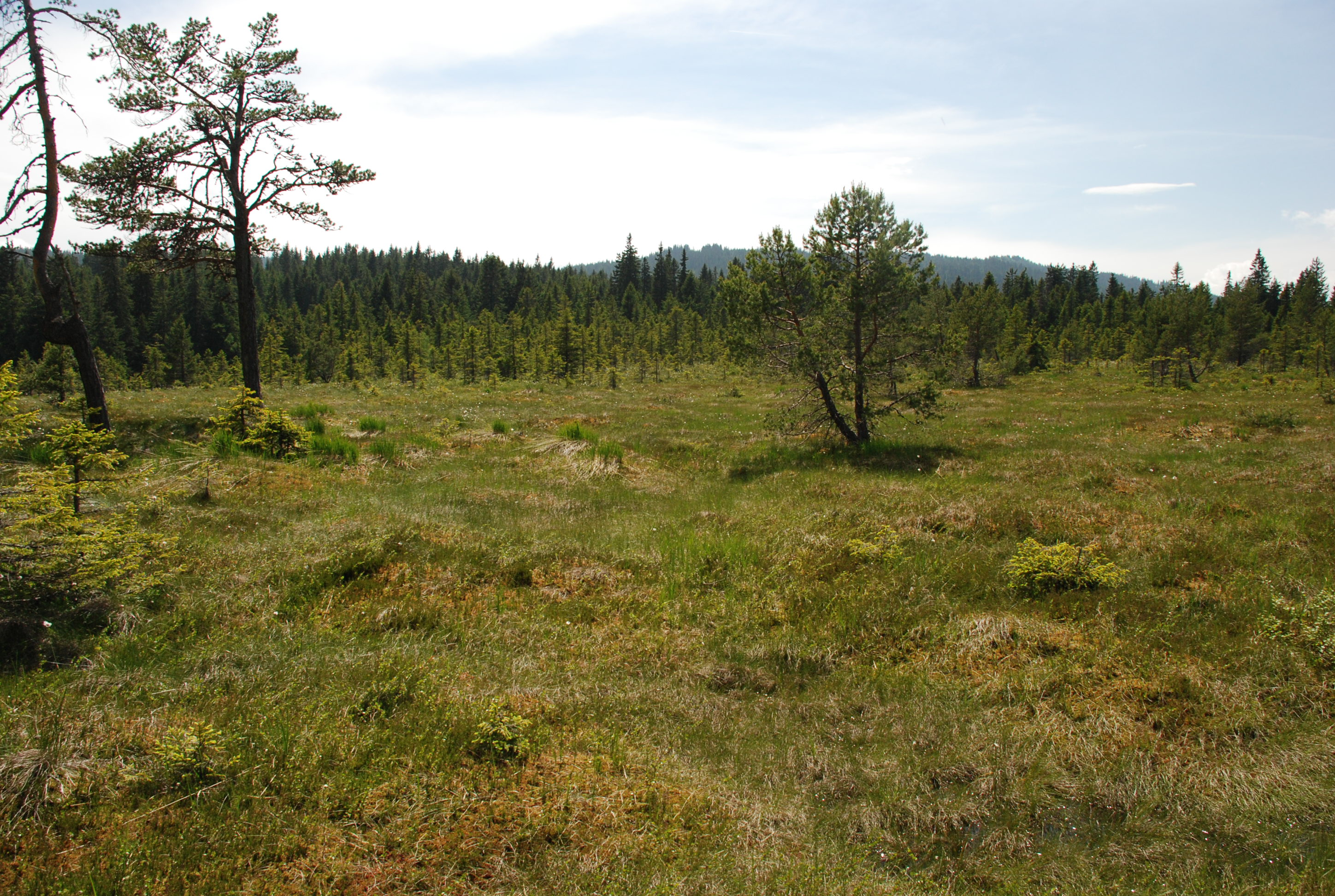
Im Süden der See Eben liegt der Bärofen.
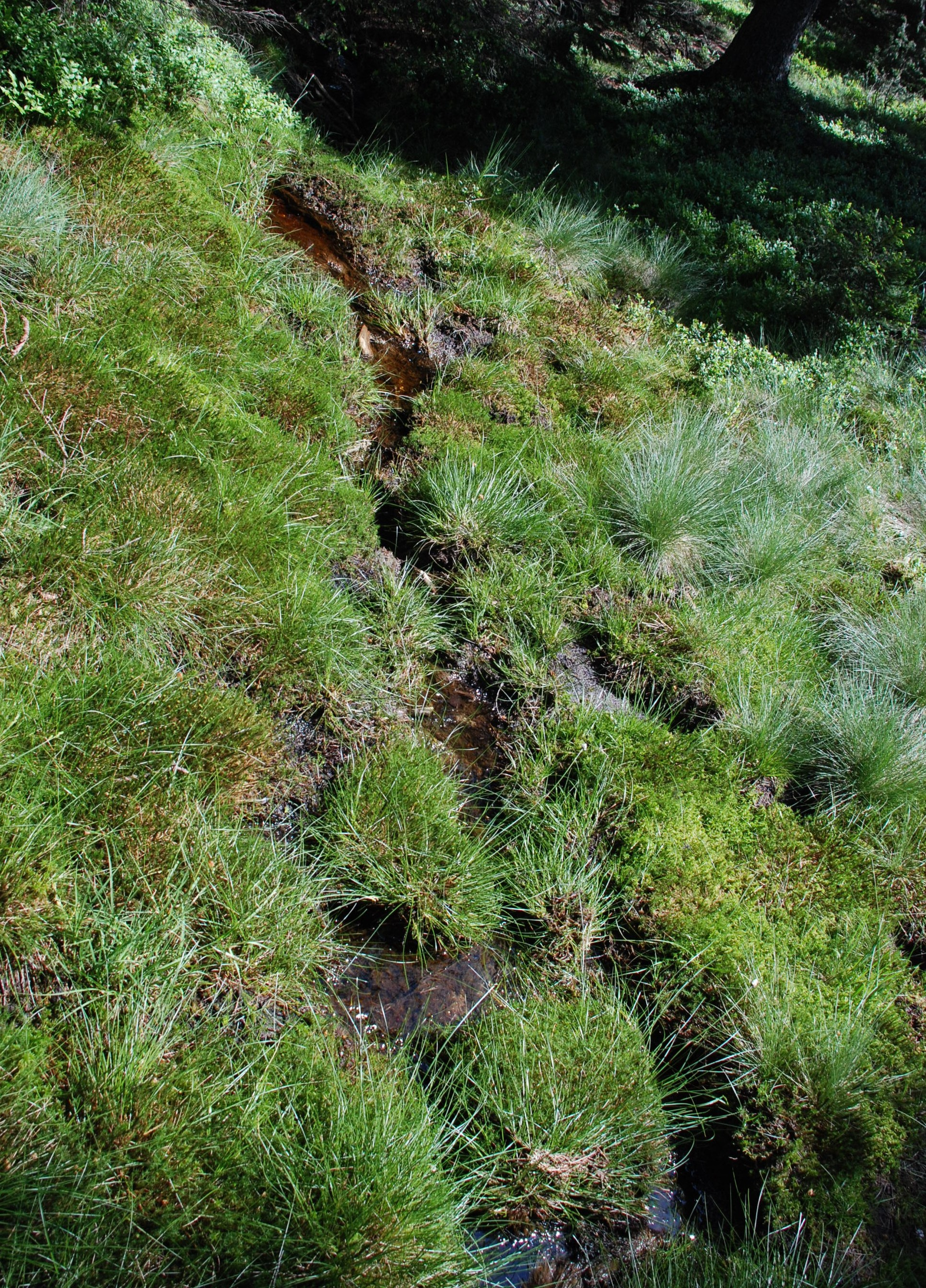
Aus der See Eben fließen kleine Gerinne westlich zum Waldensteinerbach und östlich zum Stoffbach
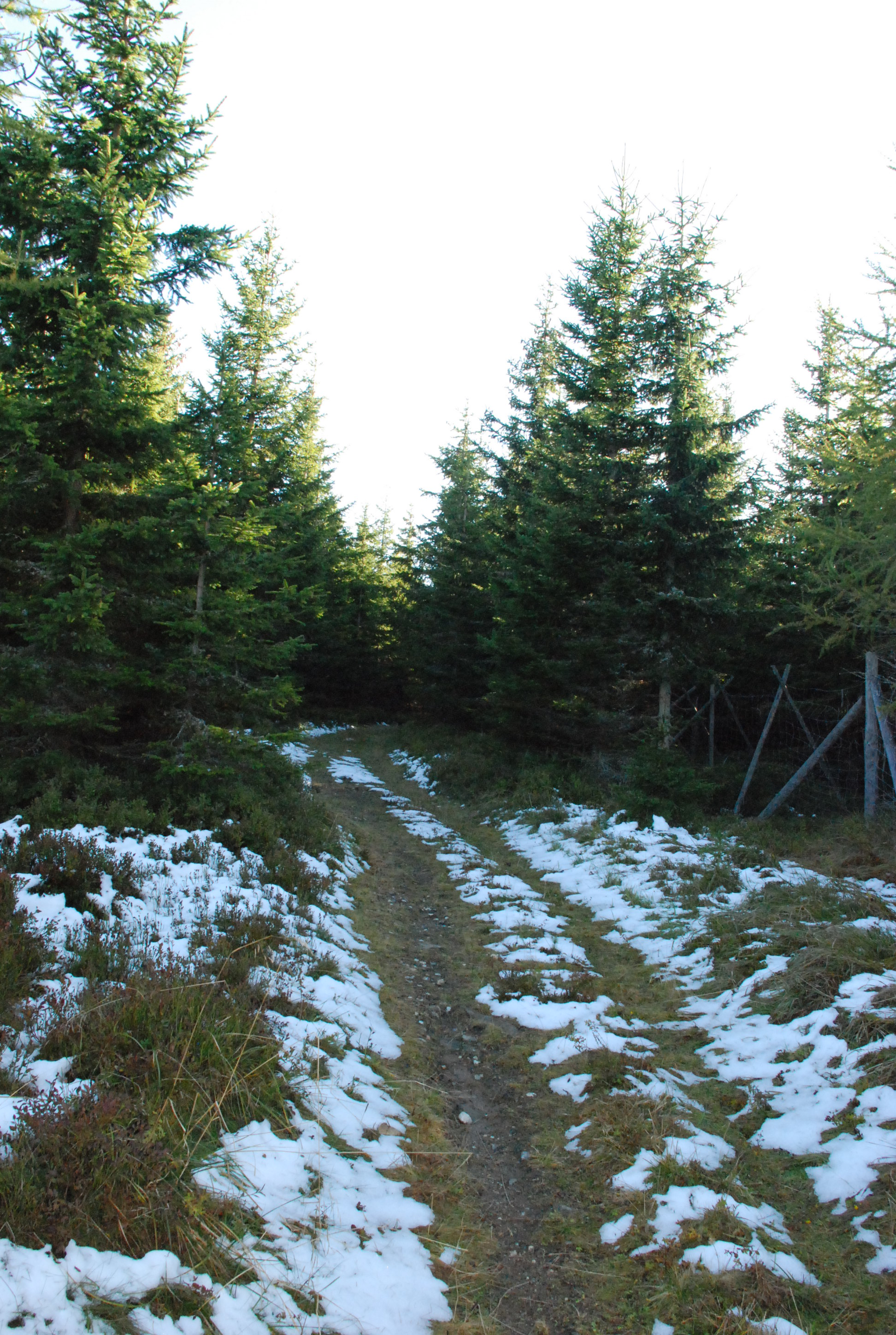
Historischer Waldweg zur See Eben
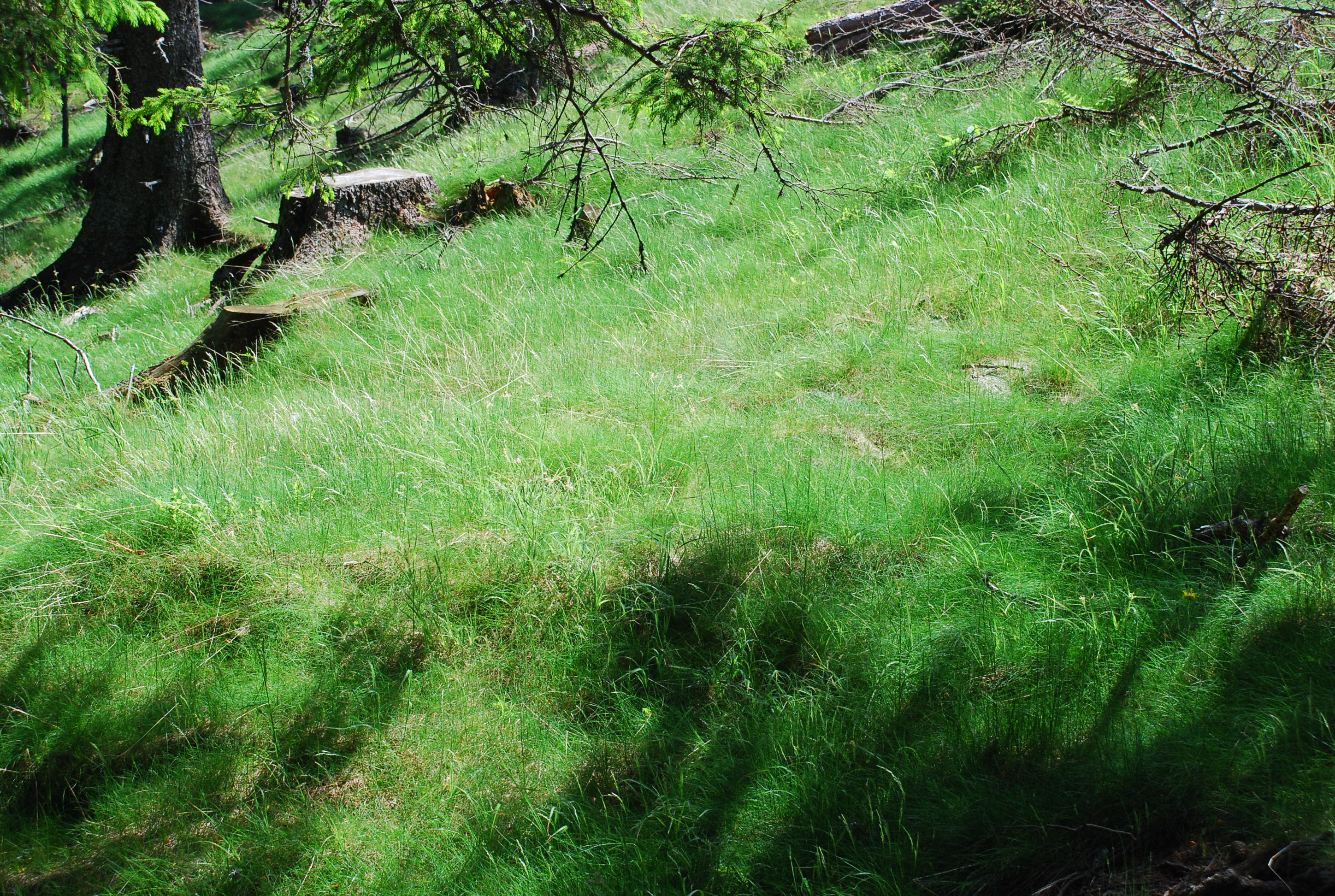
Bürstlingwiesenstücke im lichten Wald um die See Eben sind Hinweise auf frühere Beweidung.
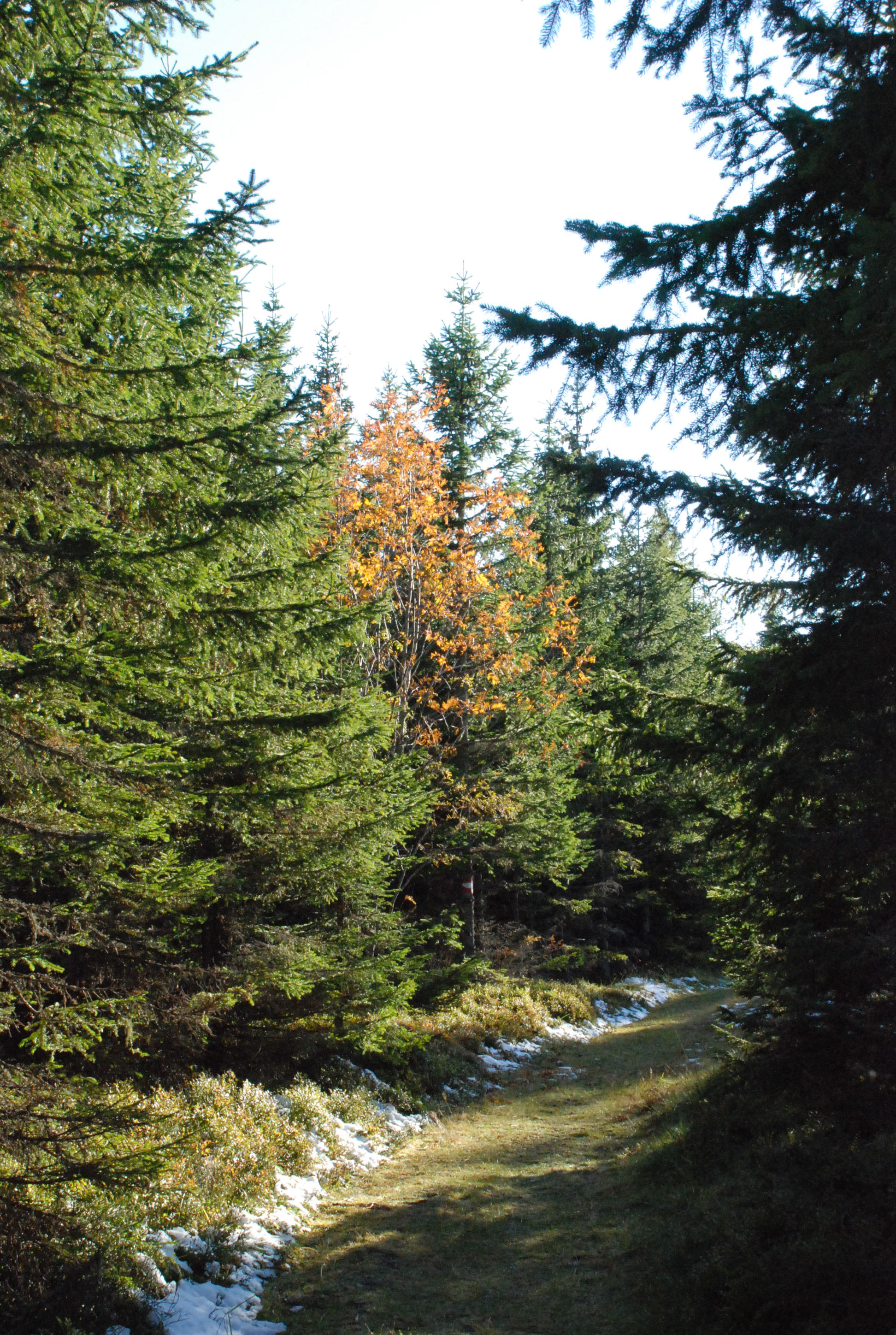
Frühere Verkehrsbeziehungen sind in historischen Karten dokumentiert und im Gelände leicht erkennbar
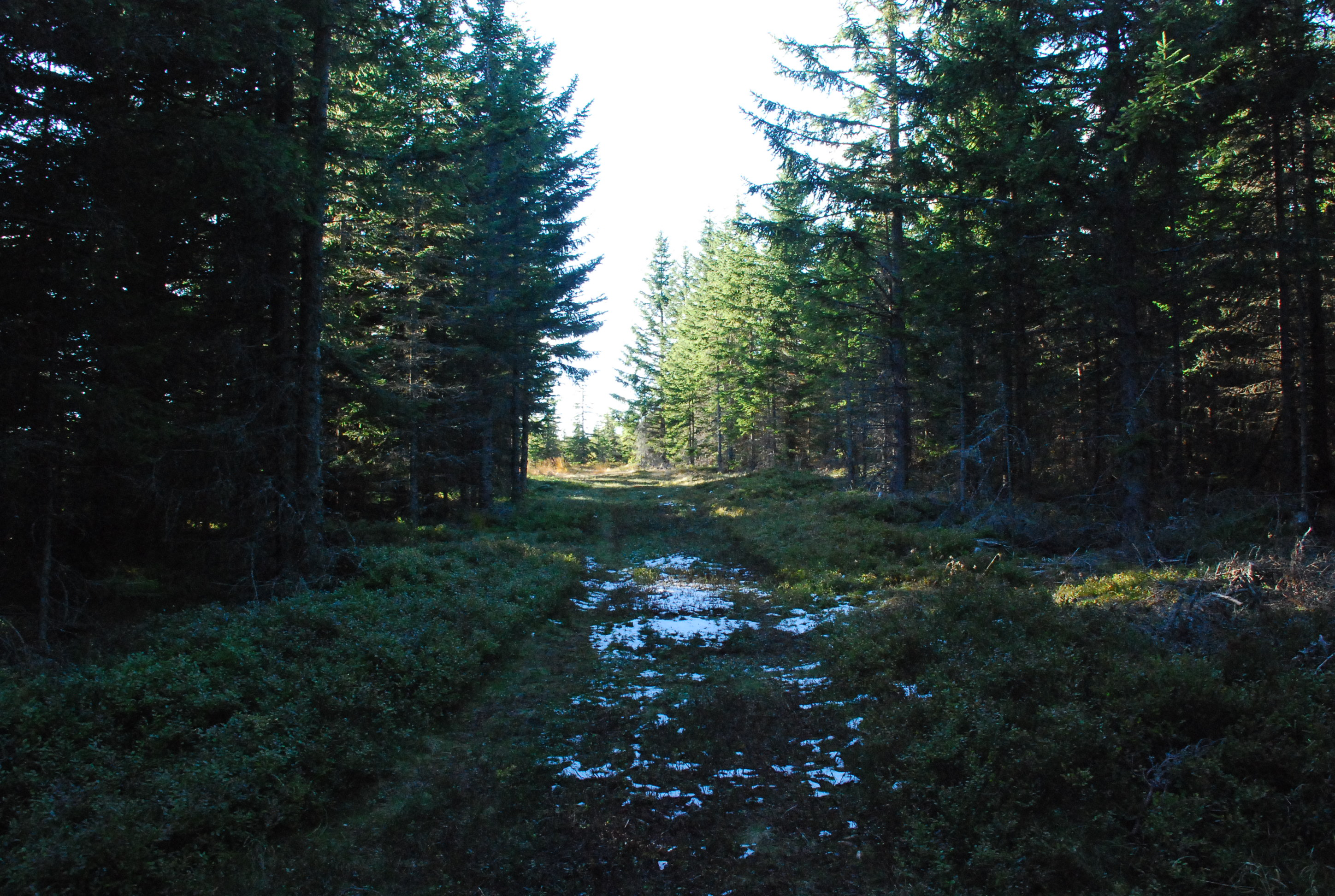
Einer der Weinstraßenwege zwischen Hebalm und See Eben
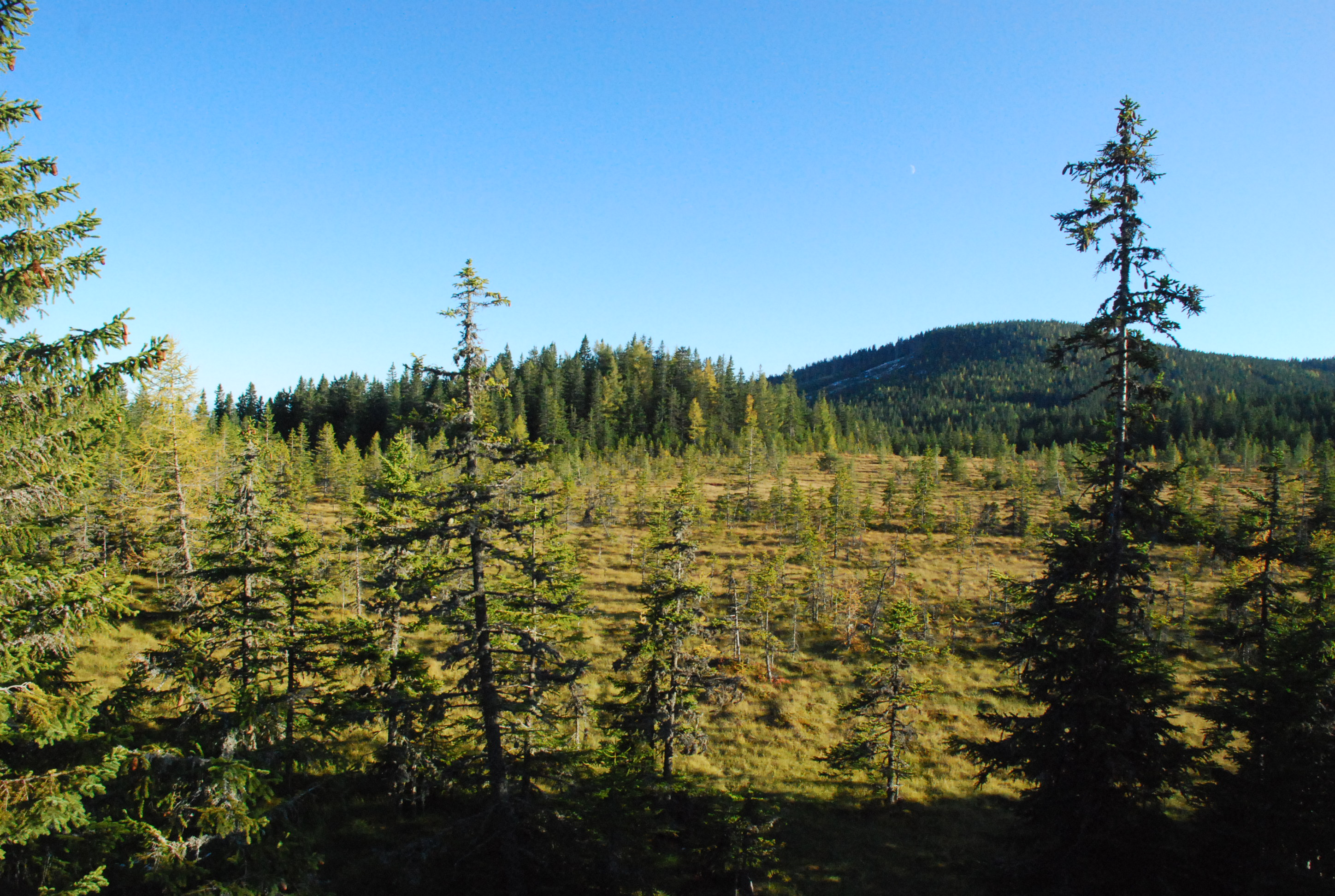
Von der Aussichtsplattform bietet sich ein guter Überblick, im Hintergrund der Stoff Kogel in der ehemaligen Gemeinde Osterwitz
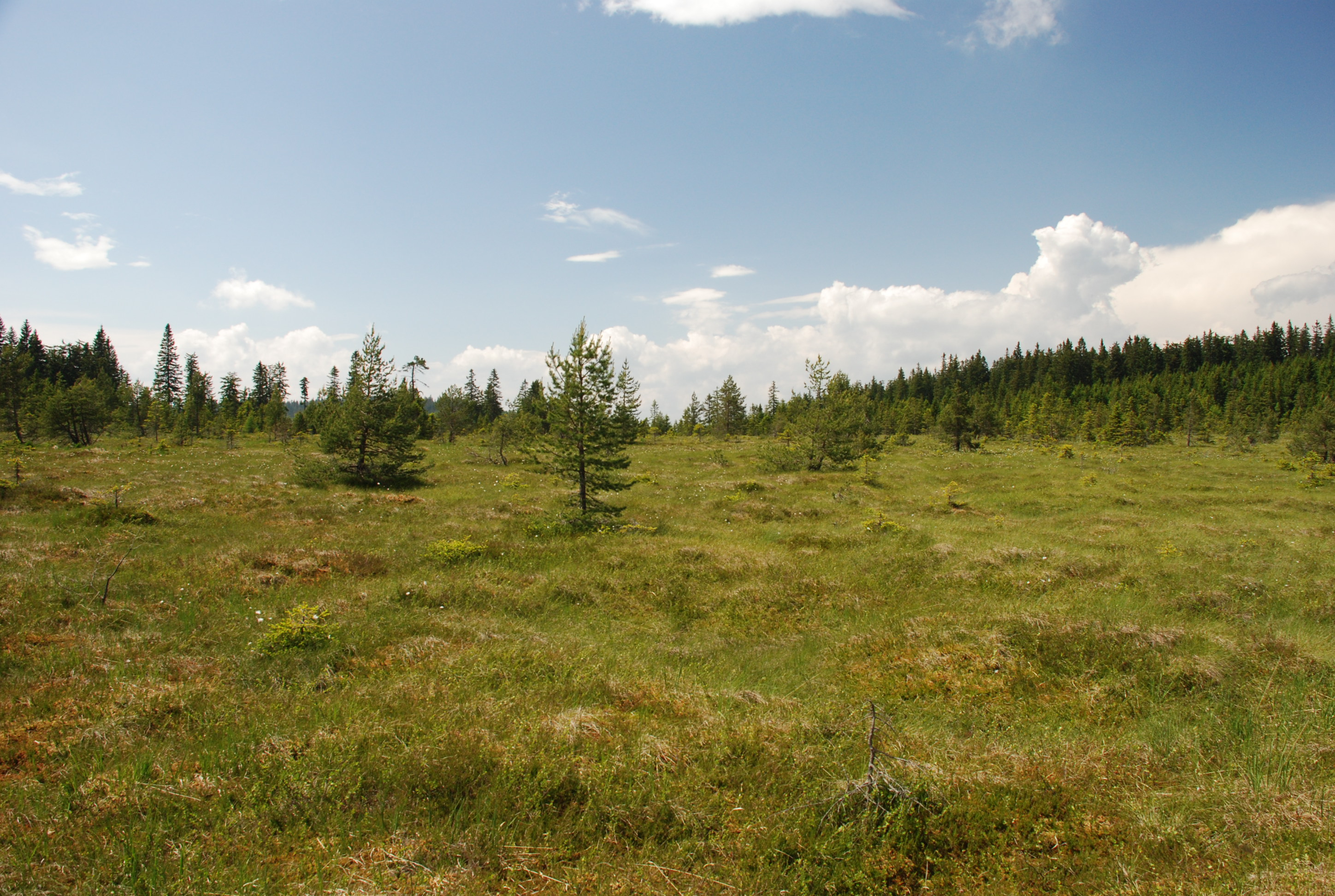
Die See Eben vom Osten aus
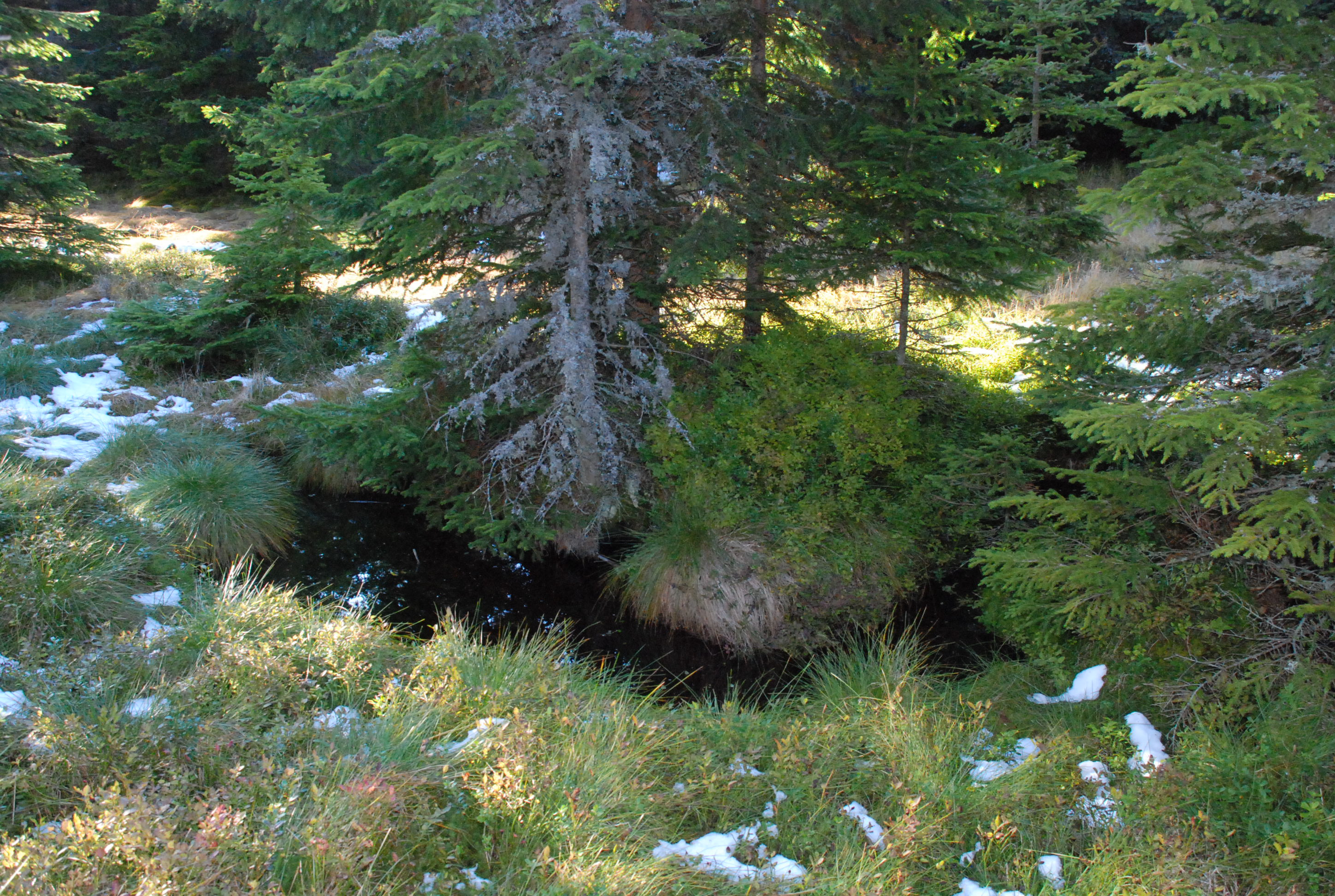
Rasenhügel (Bulten, teilweise mit Fichten bewachsen) und Wasserflächen (Schlenken) bilden die See Eben
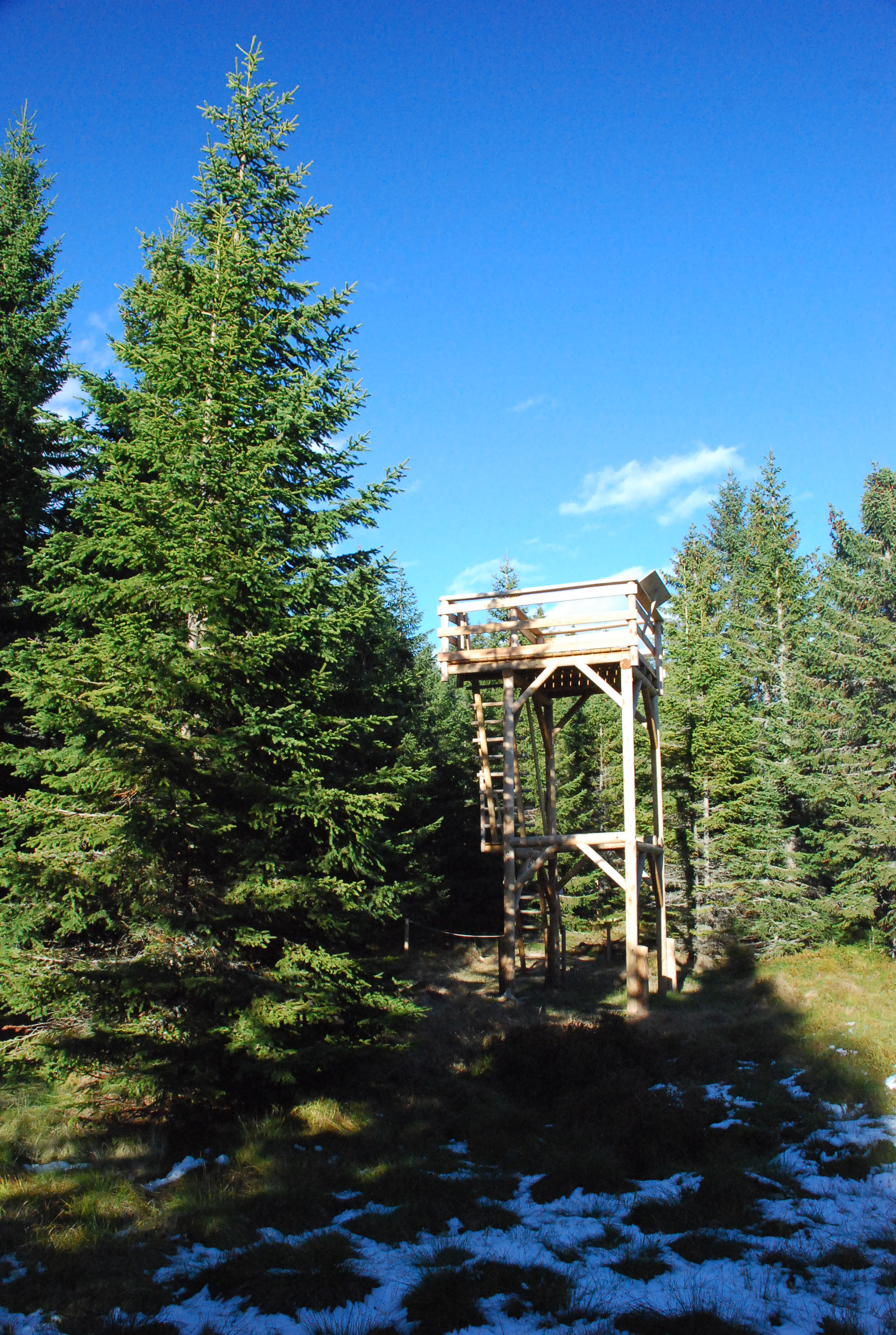
Die Aussichtsplattform ist selten besucht und im Wald nicht leicht zu finden
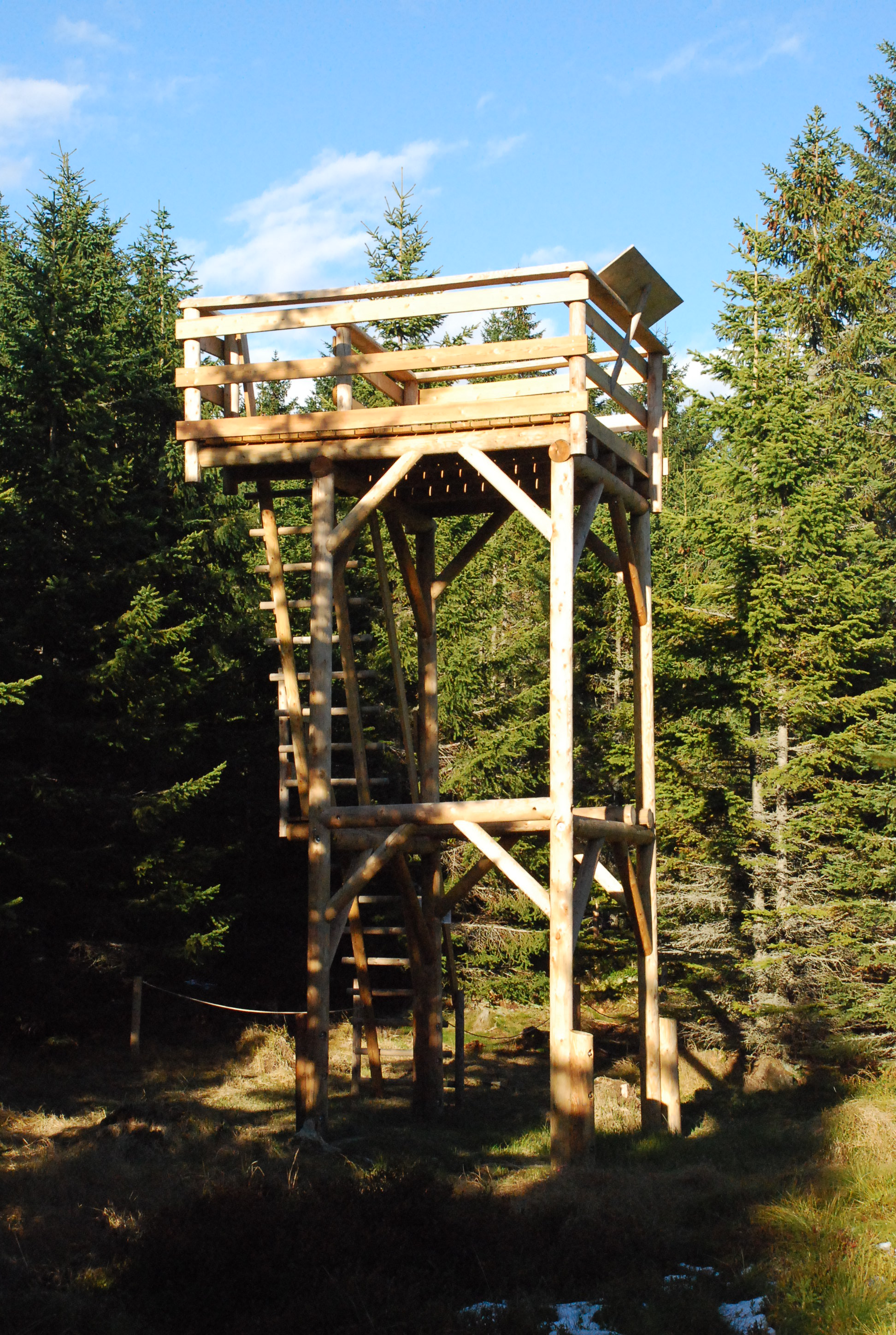
Die Plattform ist unbeaufsichtigt, im Frühjahr 2021 nicht benutzbar
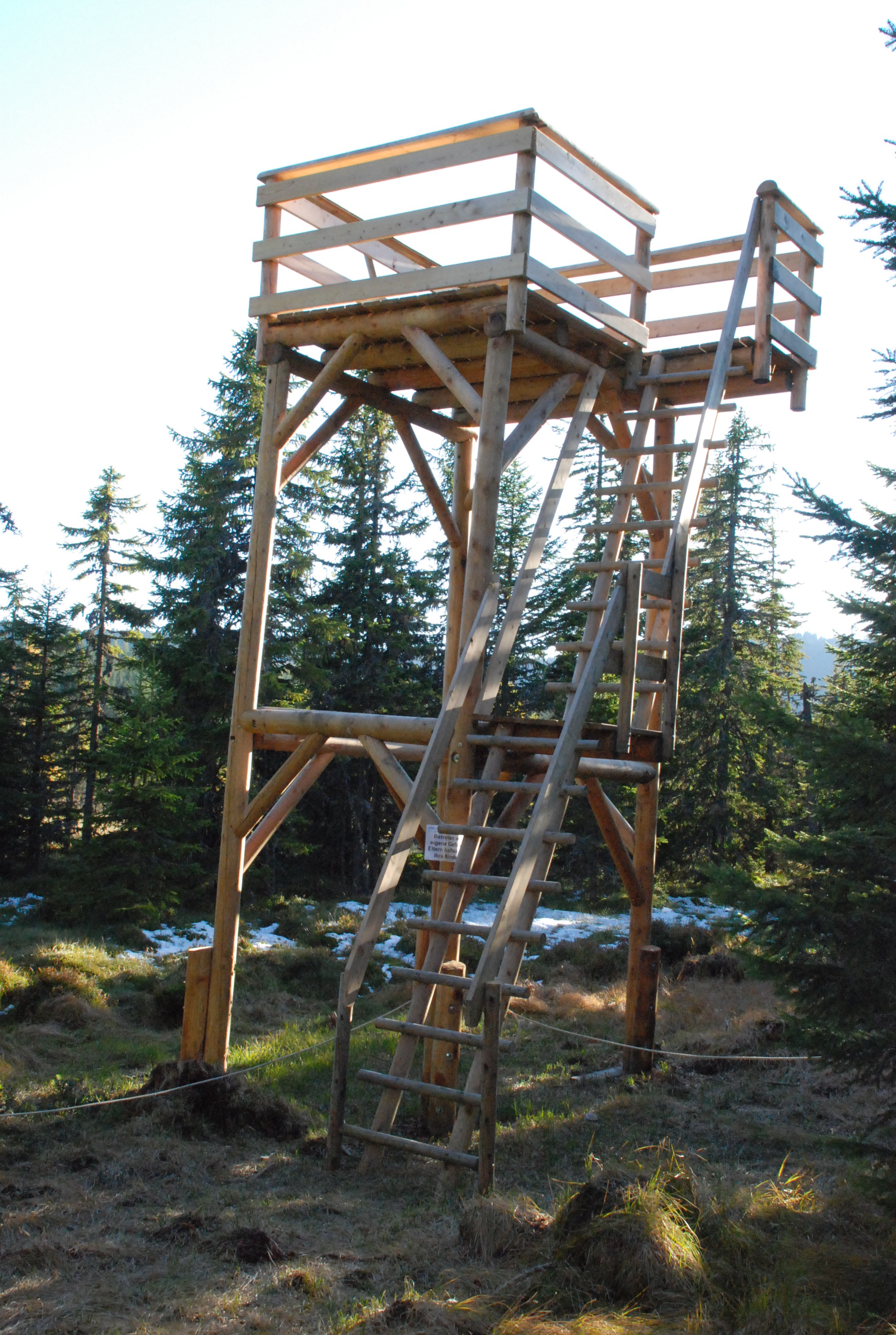
Die Aussichtsplattform wurde im Frühjahr 2008 errichtet, im Frühjahr 2021 war die untere Leiter entfernt
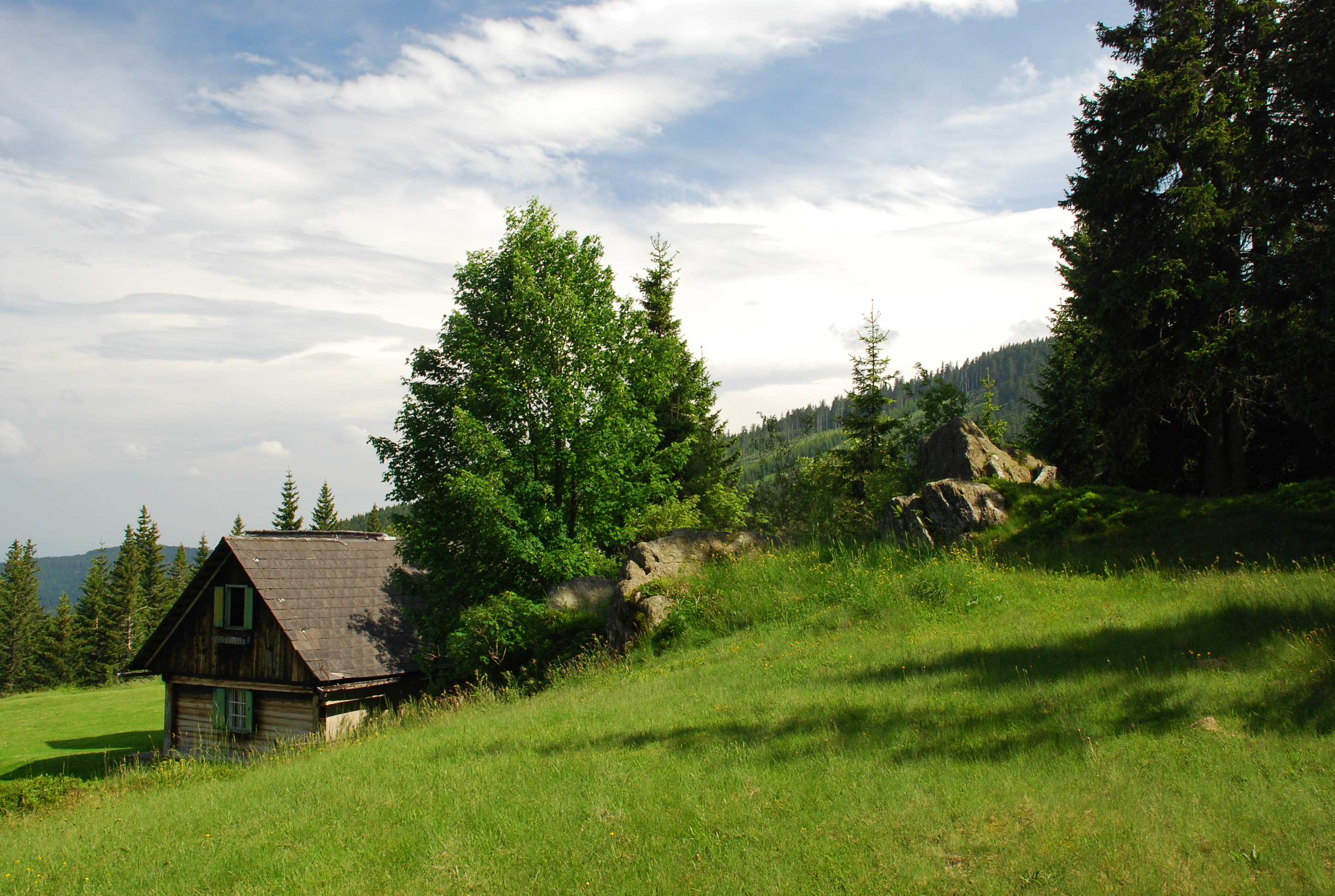
Einige Schröfeln östlich der See Eben (Hausfelsen der Alten Stoffhütte)
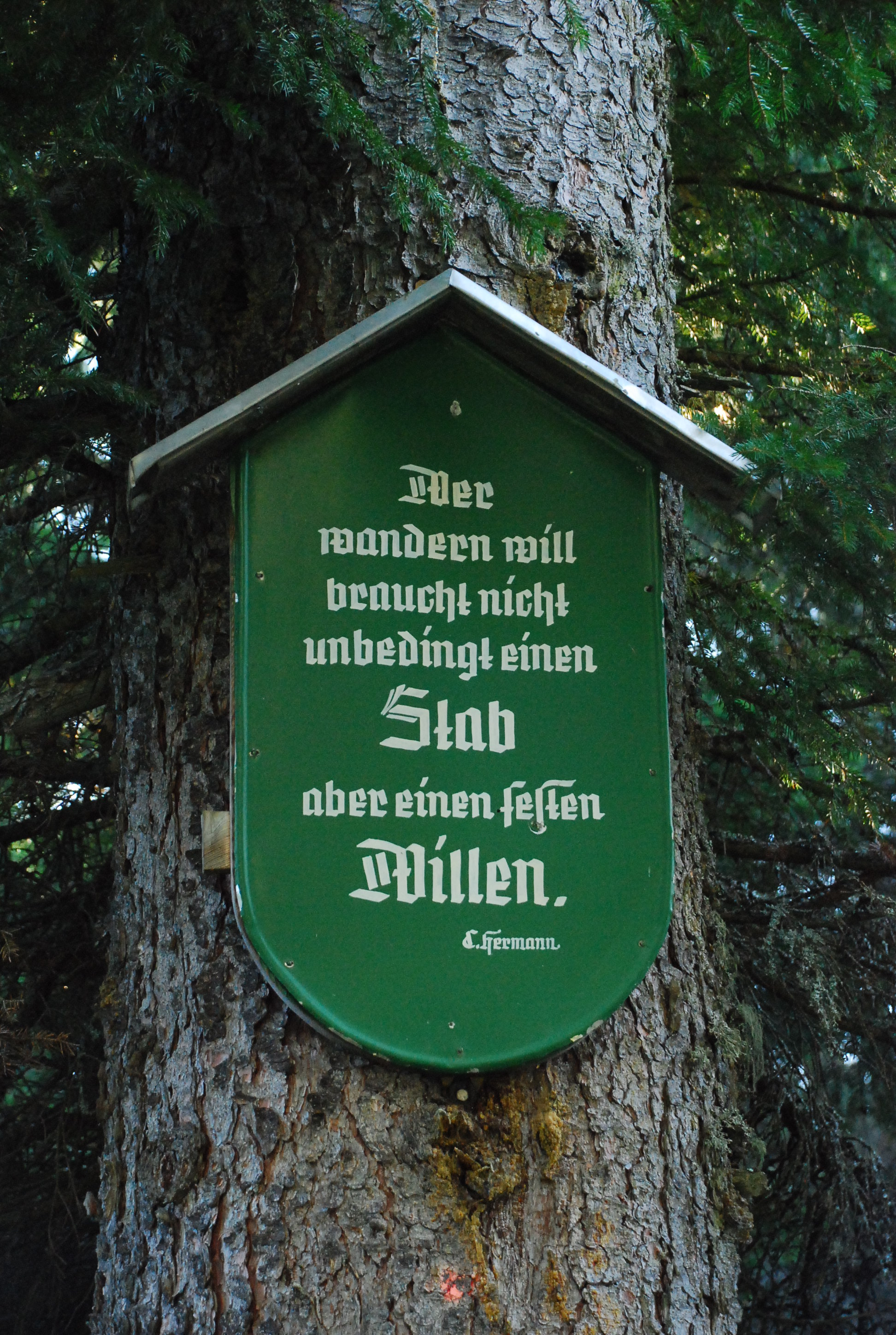
Zugang und Umrundung der See Eben bilden eine längere Wanderung auf rund 1500 Meter Seehöhe
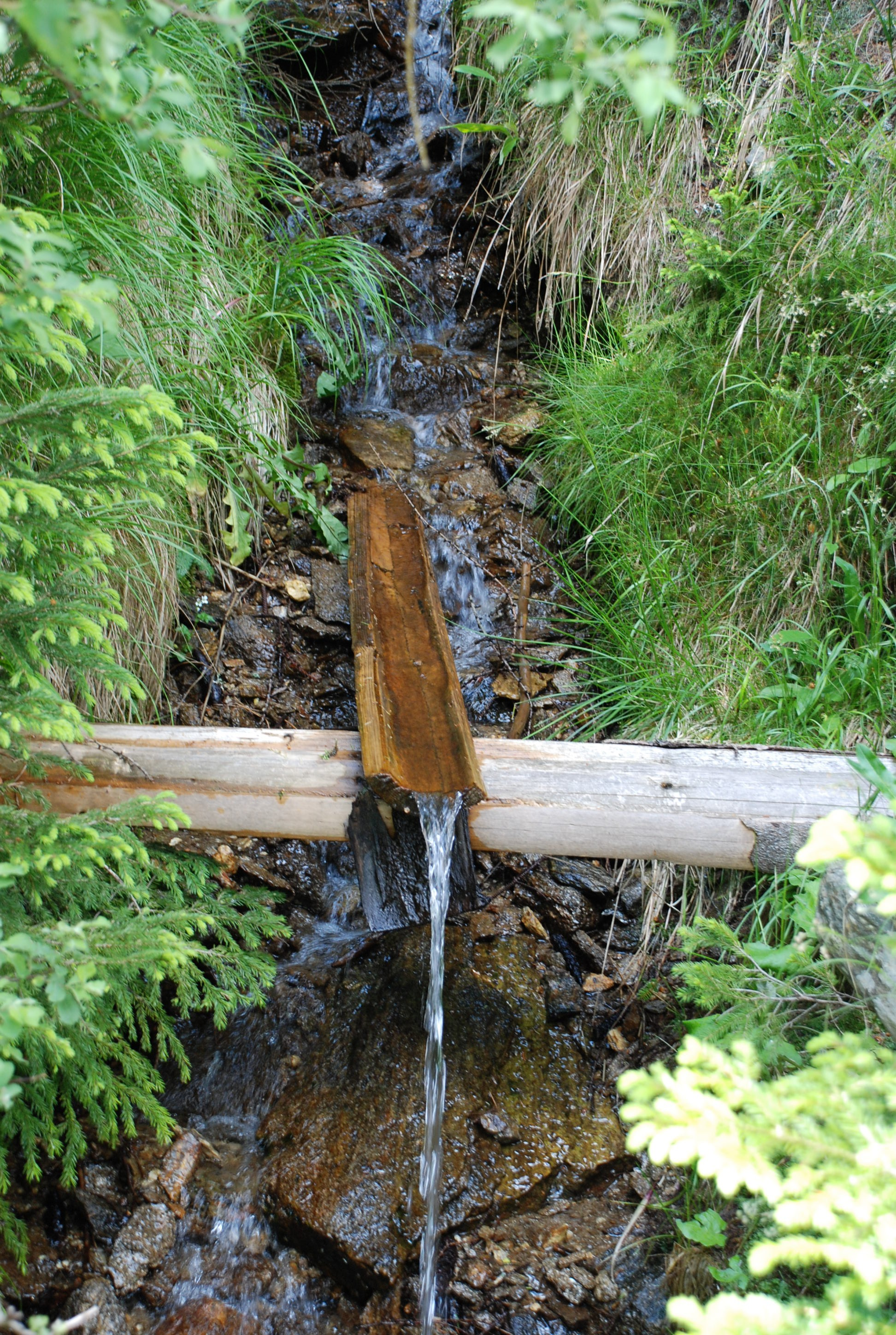
Erfrischung auf dem Weg zur See Eben auf dem Nord-Süd-Weitwanderweg zwischen Rehbockhütte und Stoffhütte

## Historische Landkarten
Historische Karten sind Belege für Nutzungen als Almweiden und Waldgebiete und für Verkehrsbeziehungen dieses Gebietes.

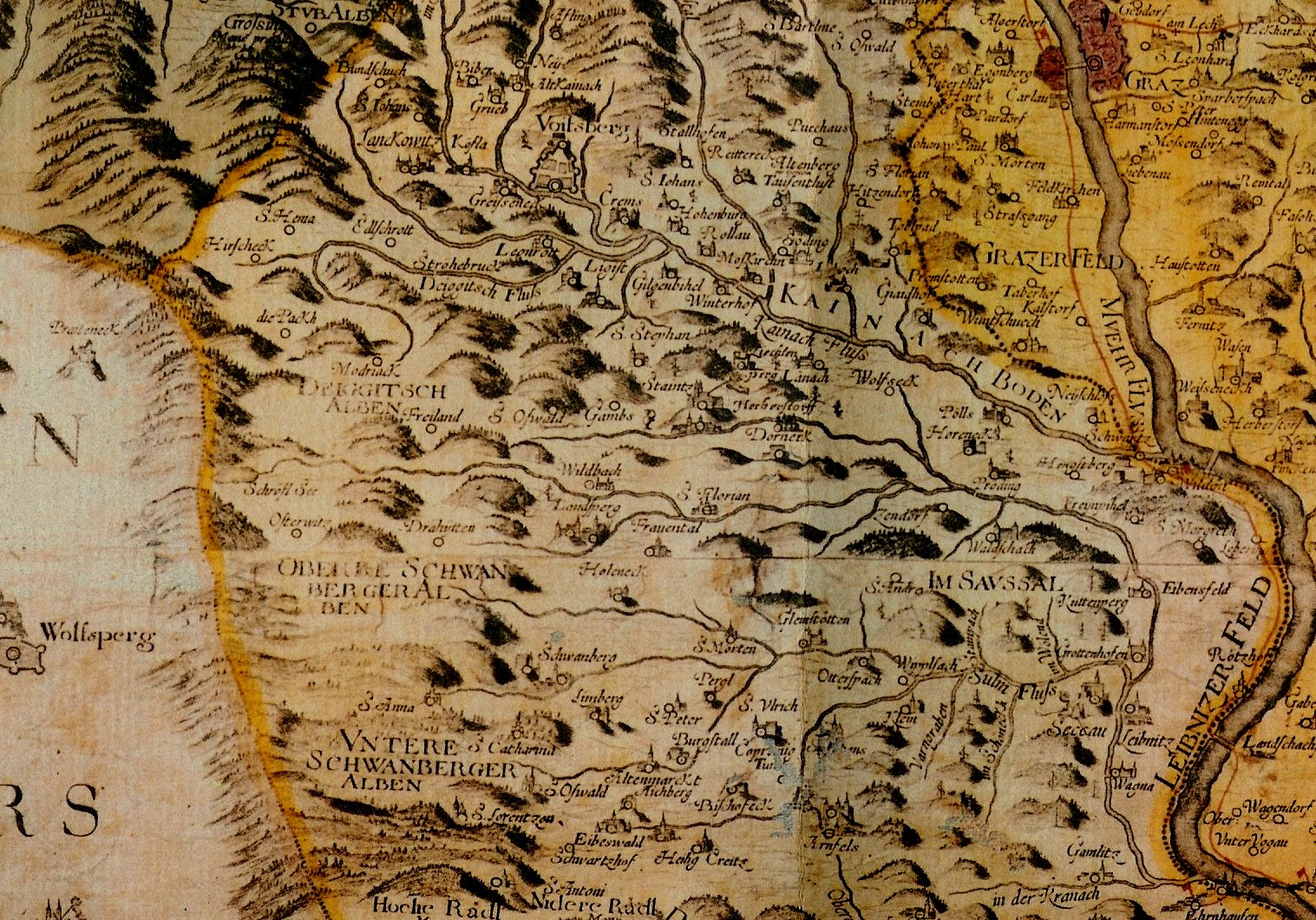
Der Schröfl See im 17. Jahrhundert (Karte von Georg Matthäus Vischer)
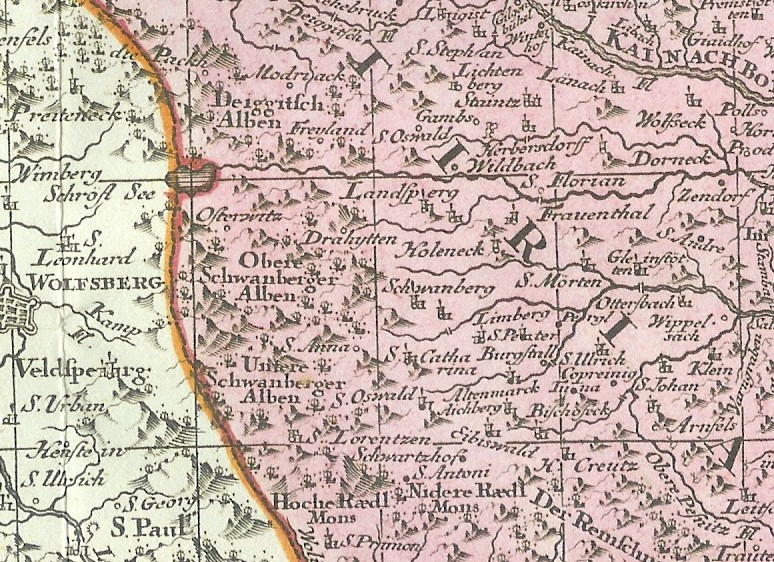
Der Schröfl See im Jahr 1728 (Karte von Matthäus Seutter)
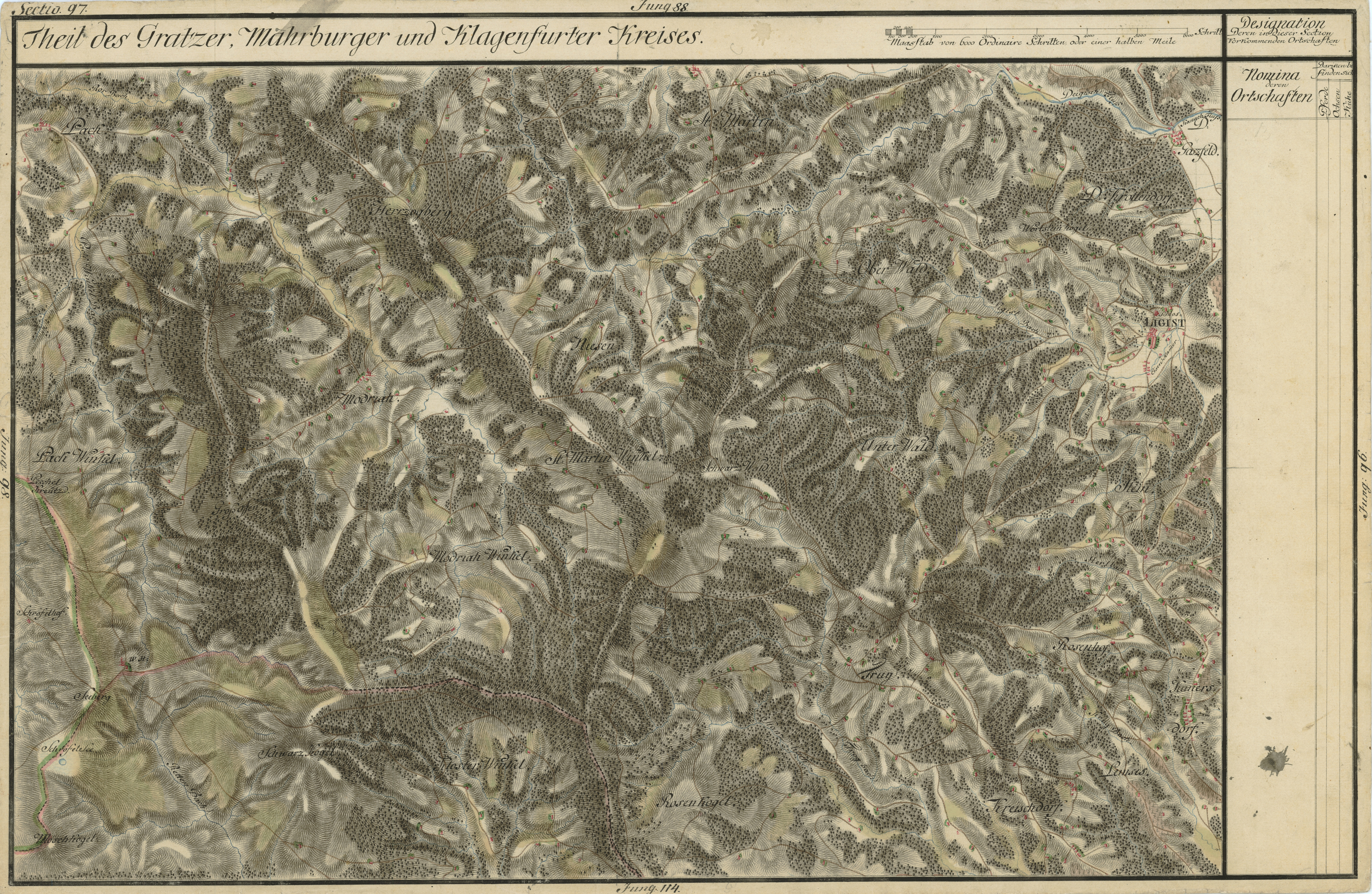
Die See Eben als „Schröfel See“ im Süden der Hebalm (links unten, ca. 1789, Josephinische Landesaufnahme)
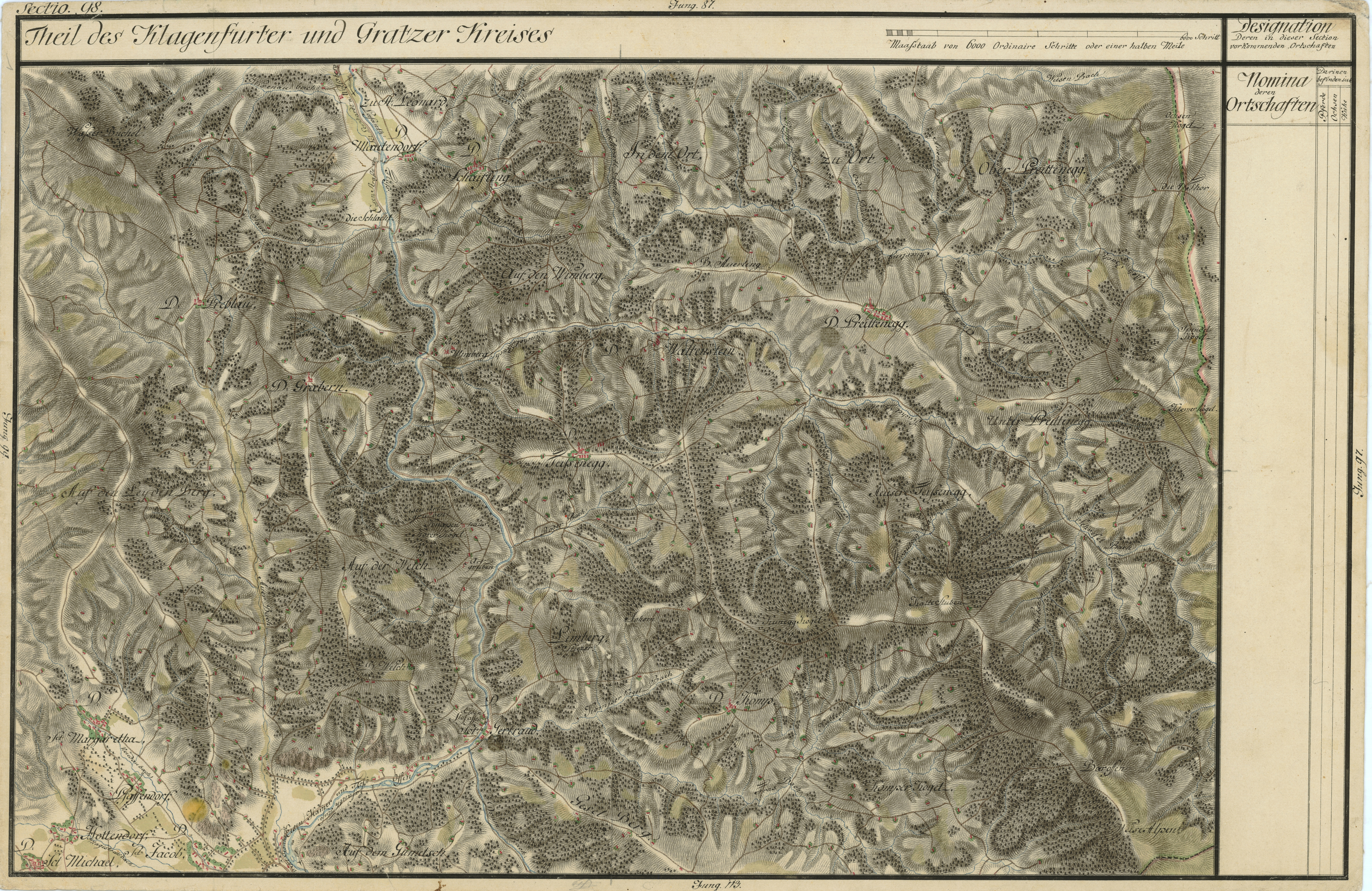
Das Einzugsgebiet des „Schrefel Baches“ in Preitenegg
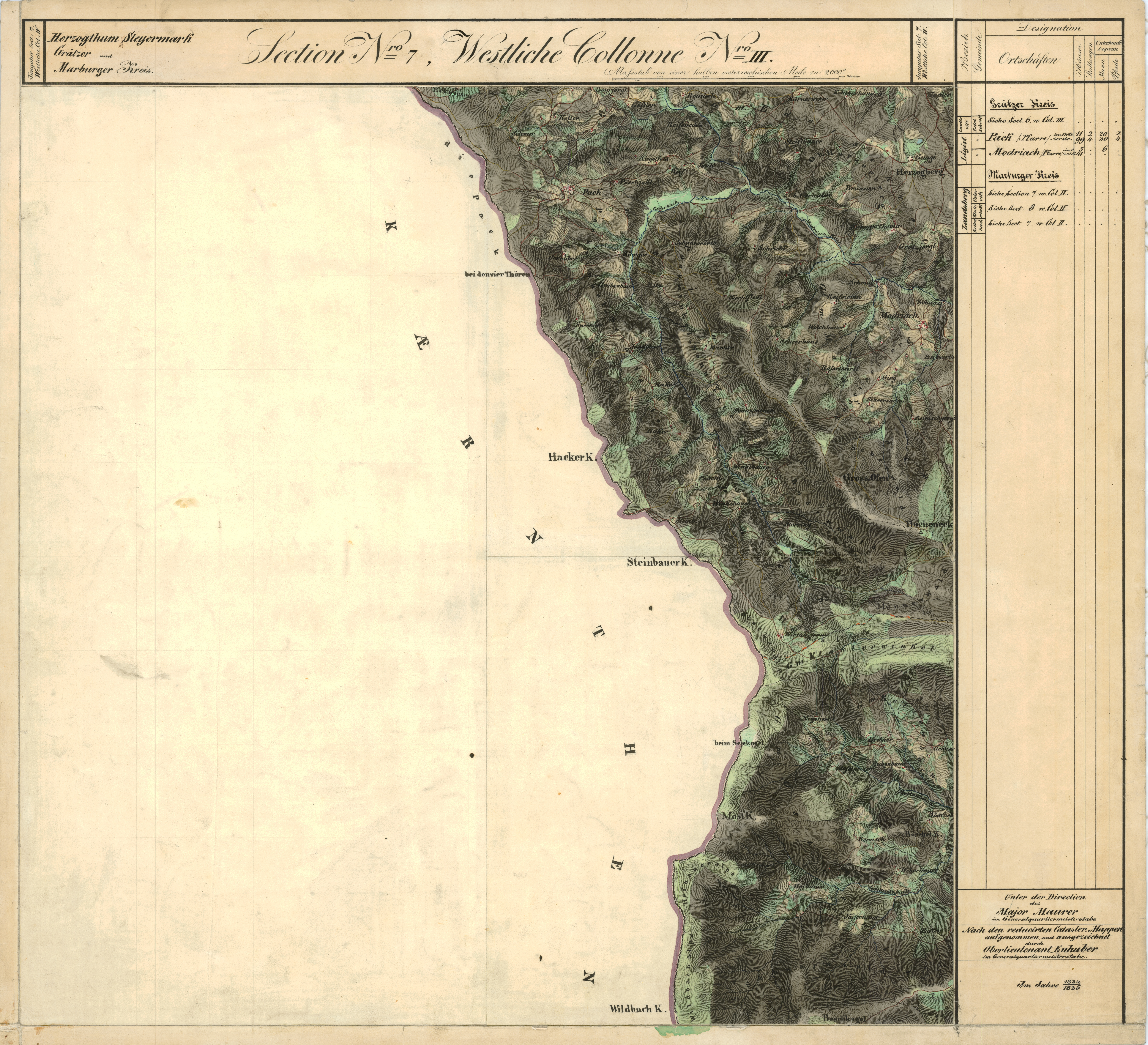
Das Gebiet „beim Seekogel“ an der steirischen Grenze ca. 1835, Franziszeische Landesaufnahme
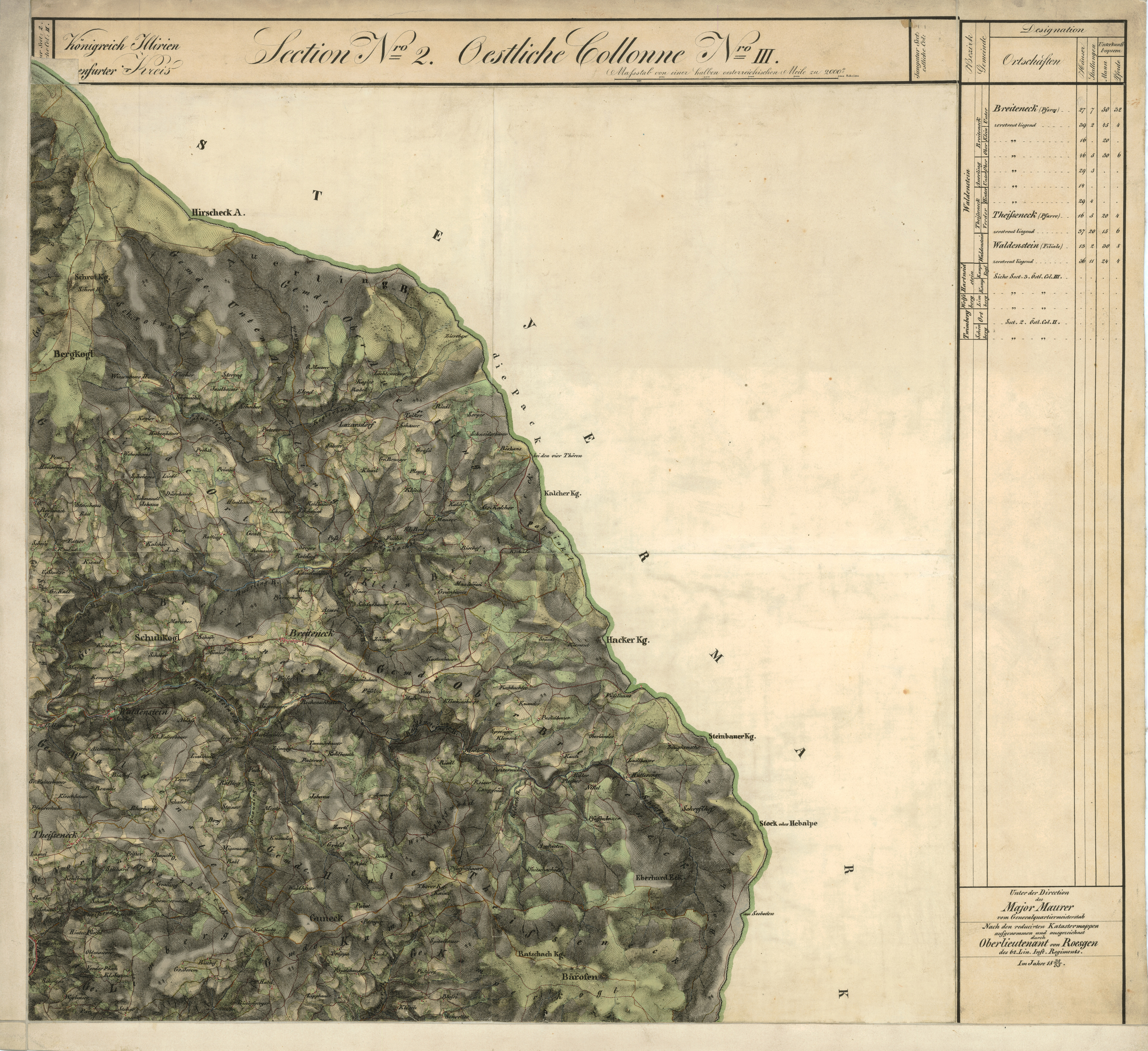
In Kärnten „am Seeboden“ genannt, mit „Schrefl Bach“ und Schreflhof in Preitenegg
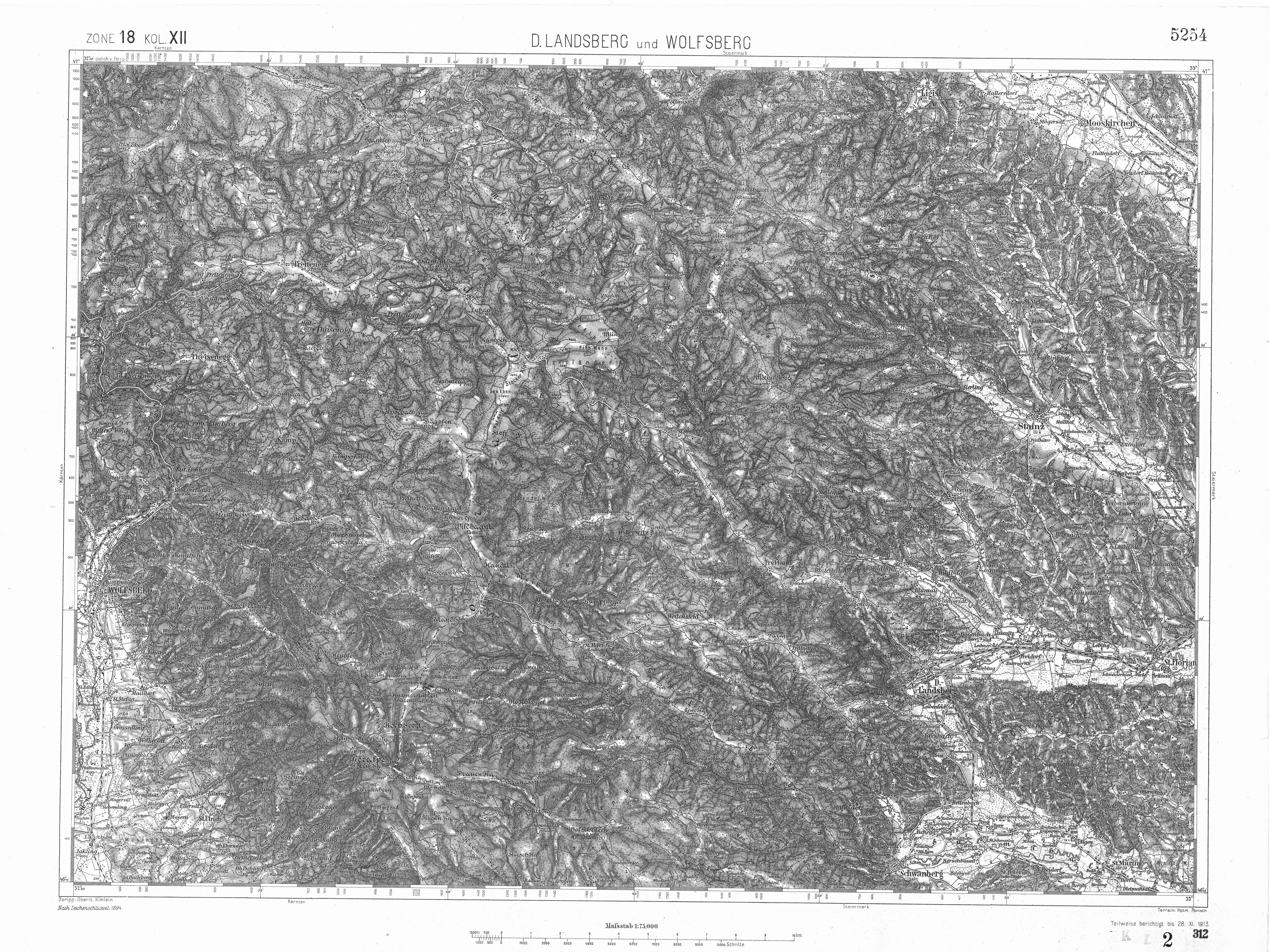
Spezialkarte der franzisco-josephinischen (3.) Landesaufnahme, Darstellung 1894, teilweise berichtigt bis 28. XI. 1913
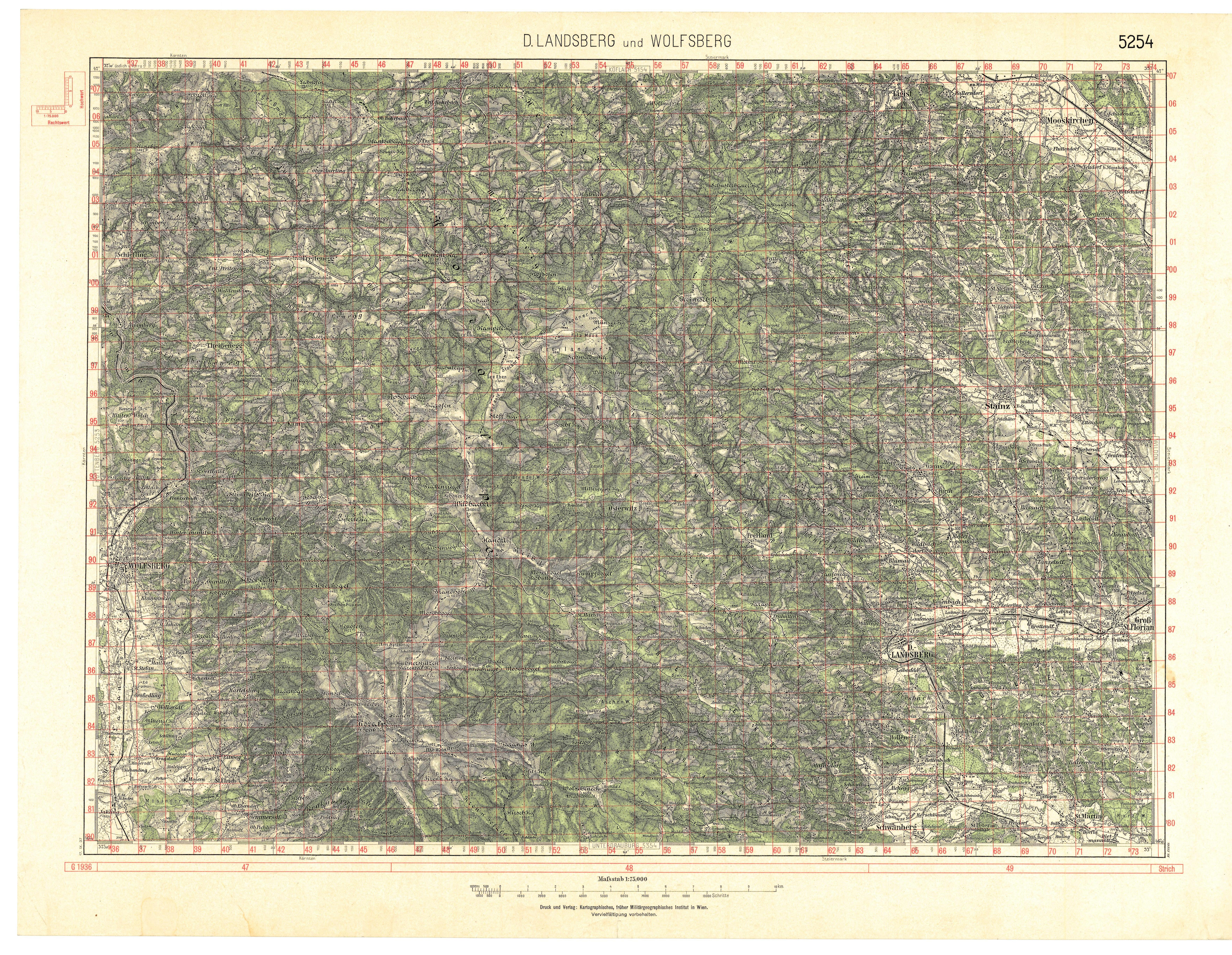
Spezialkarte, Stand der Bewaldung um 1937
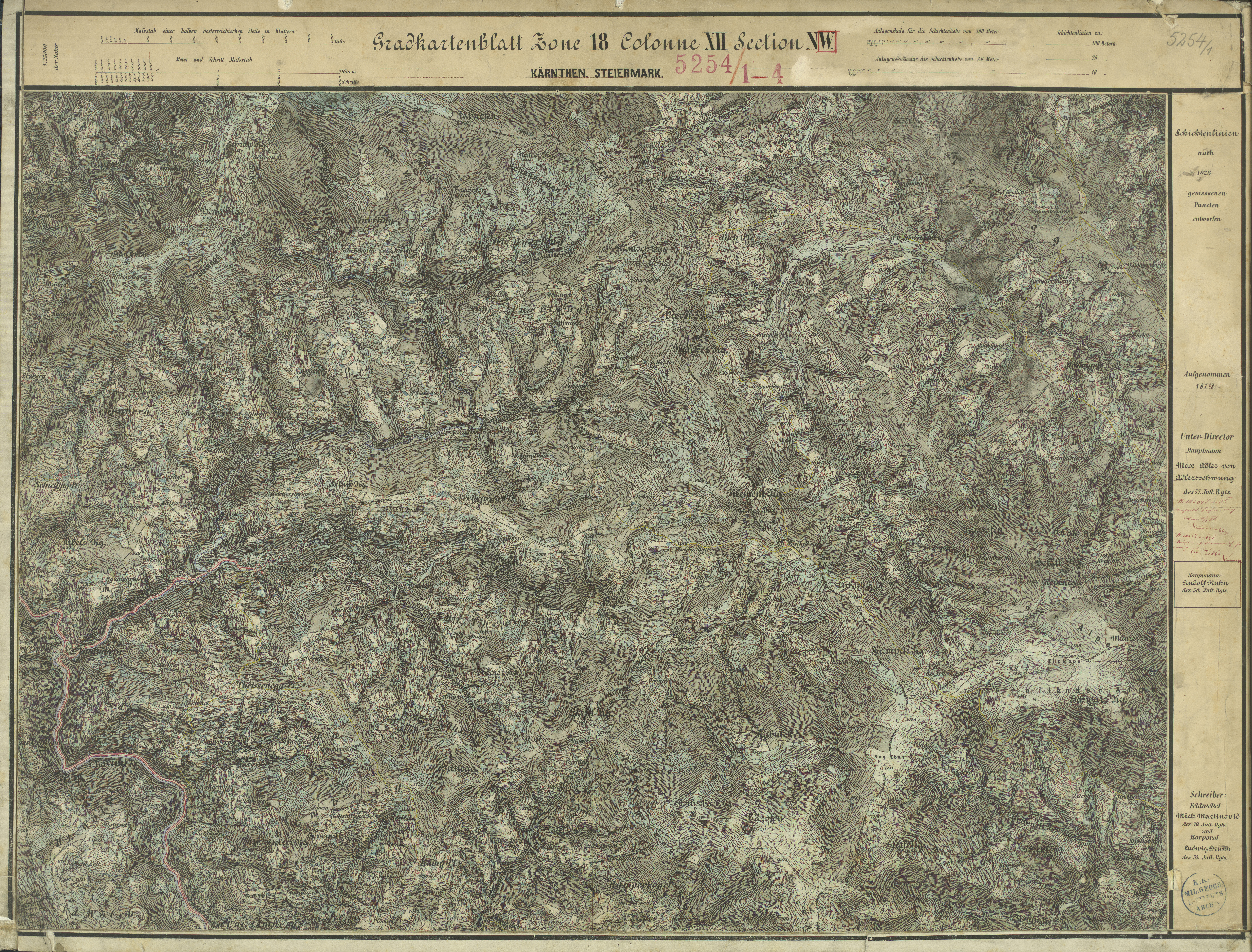
Die See Eben im Aufnahmeblatt der 3. Landesaufnahme 1877/78

Im Kataster um 1825
Der Grundsteuerkataster vom Beginn des 19. Jahrhunderts war Basis der Grundbücher in der österreichisch-ungarischen Monarchie. Er dokumentiert im Detail auch die Grundstücke rund um die See Eben mit dem damaligen Stand der Bewirtschaftung. (A)

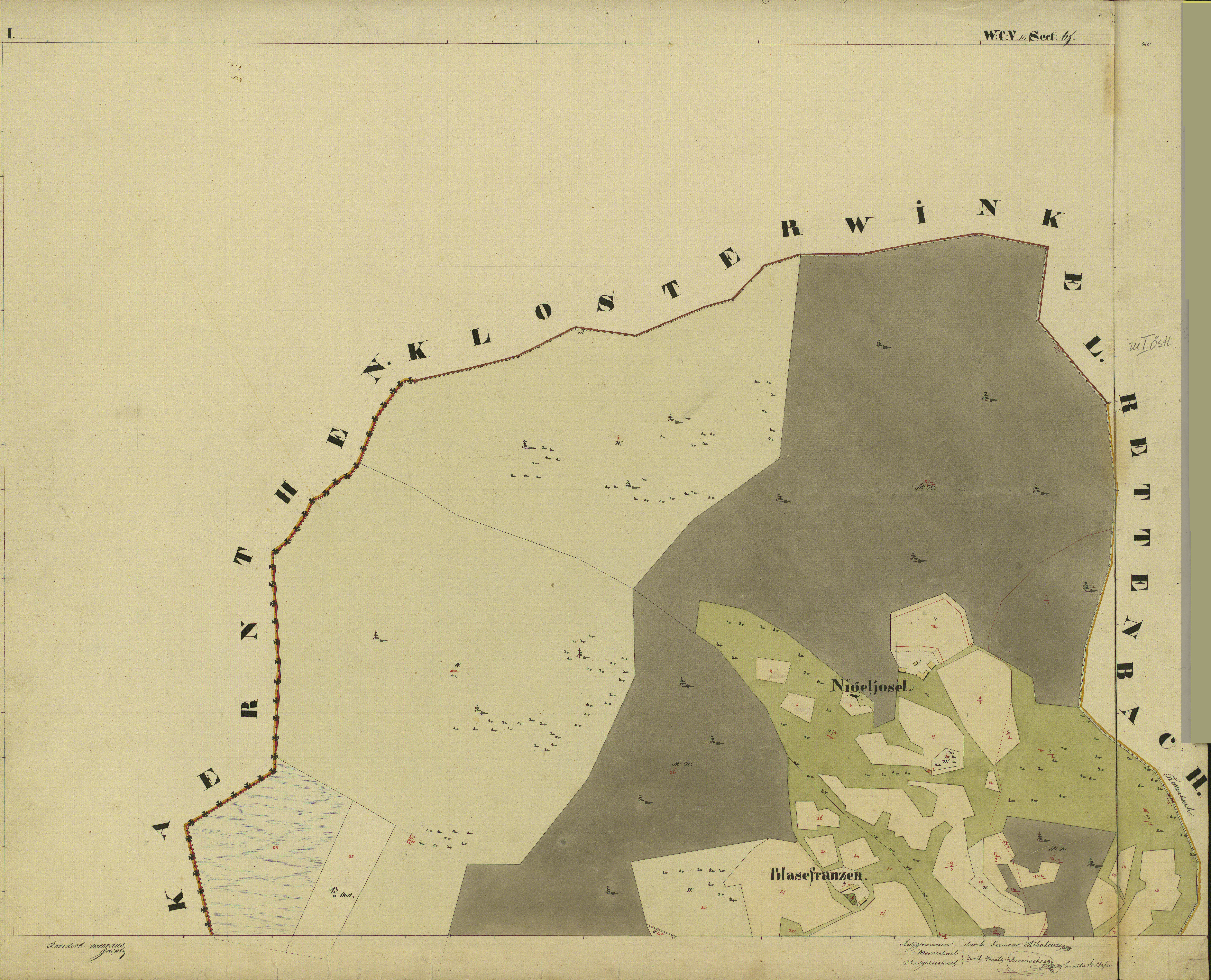
Osterwitz: Talschluss des Rettenbachtales mit den ehemaligen Bauernhöfen vlg. Nigeljosel und Blasefranzen (Stoff)
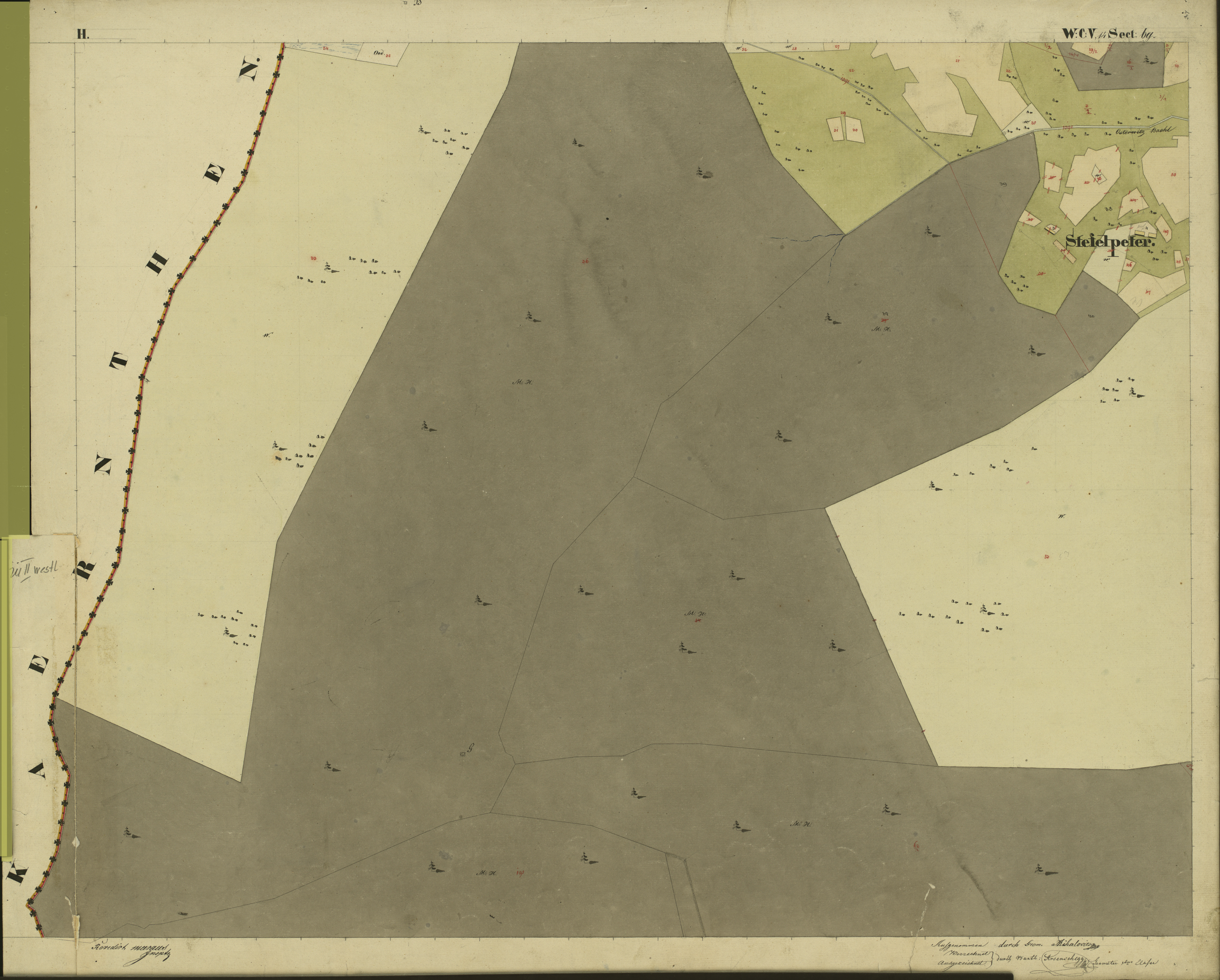
Osterwitz: Einzugsgebiet des Stoffbaches beim ehemaligen Hof Stefelpeter
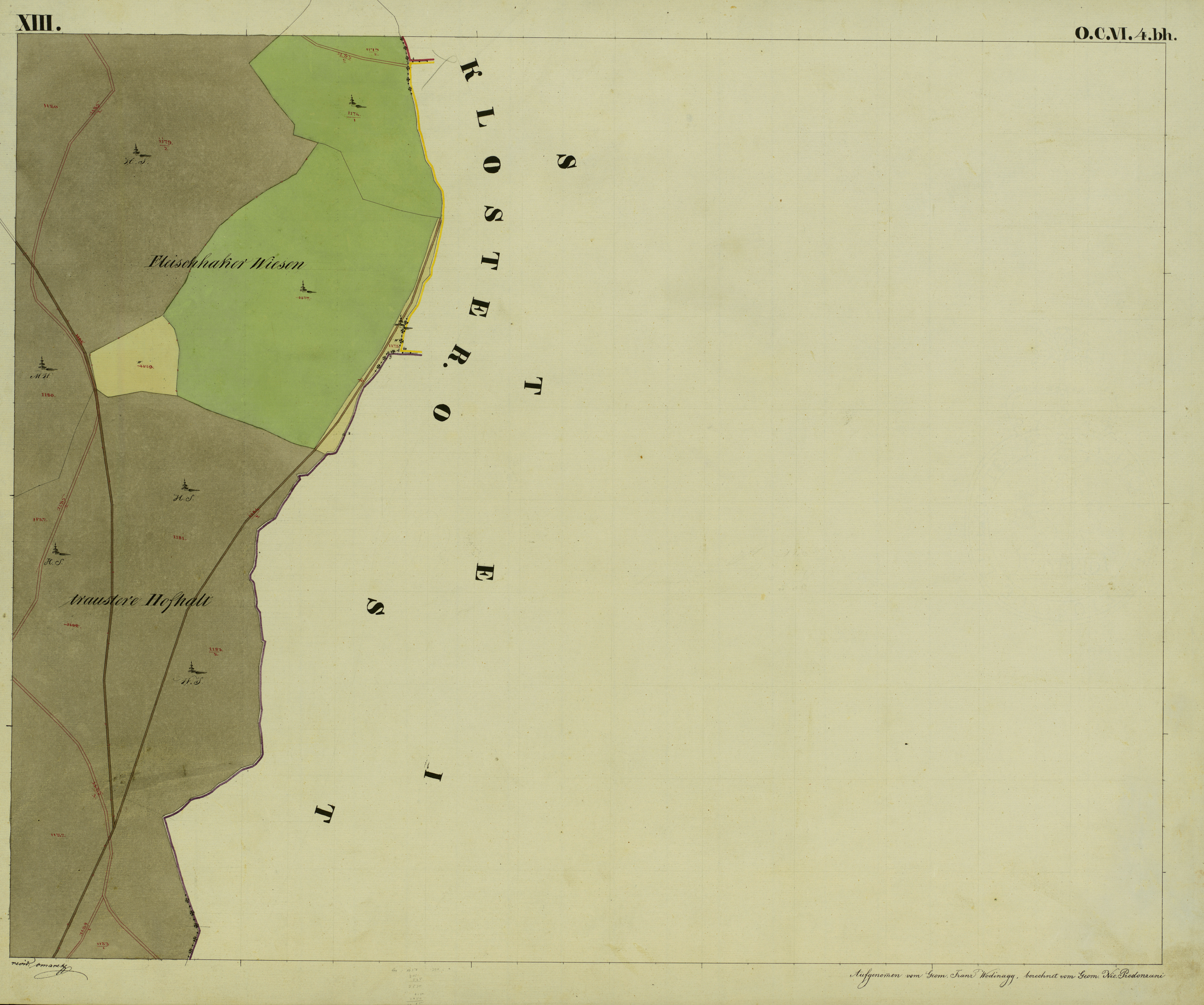
Oberpreitenegg: Verlauf der Weinstraße westlich der See Eben
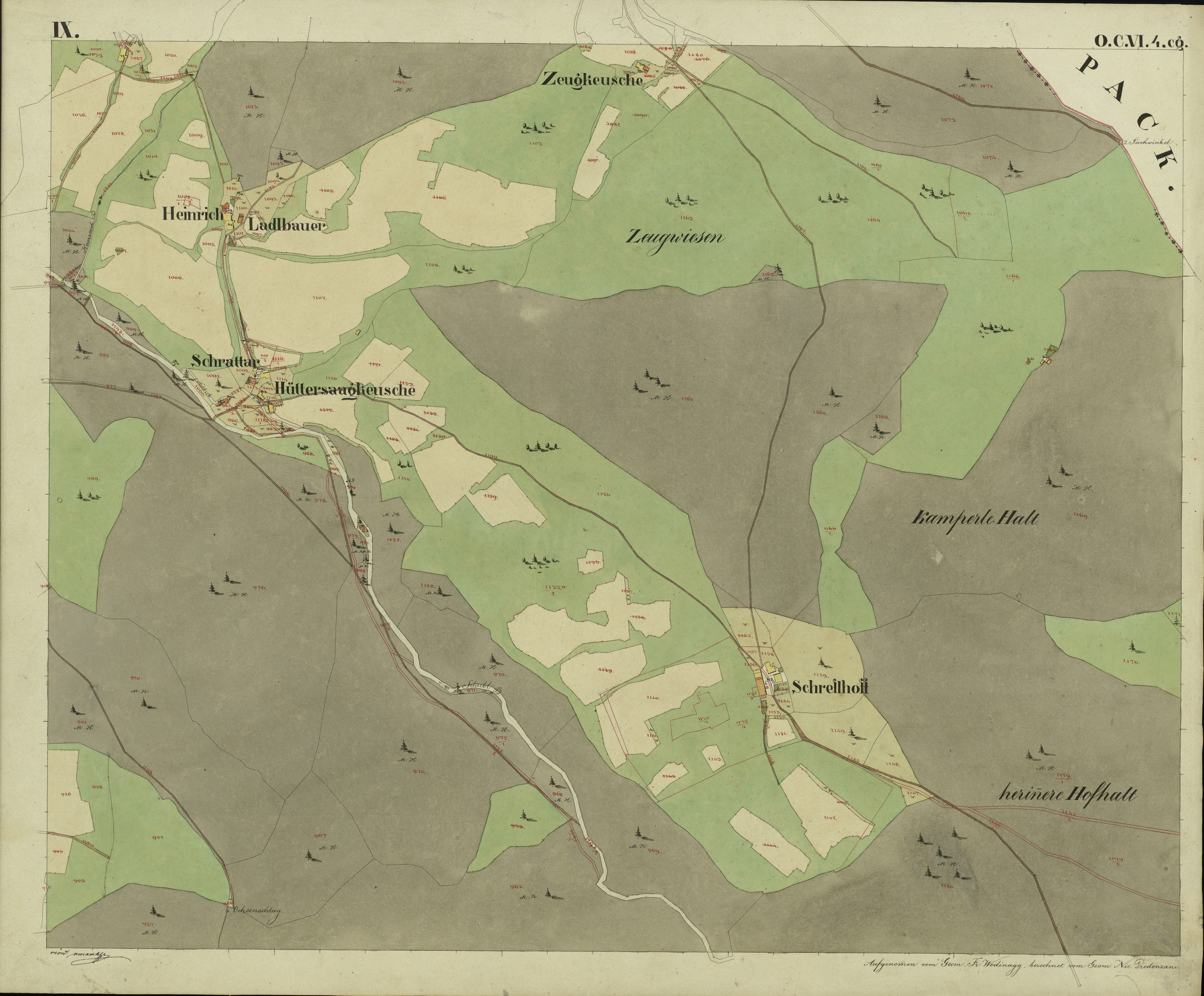
Oberpreitenegg: Schreflhof und seine Umgebung
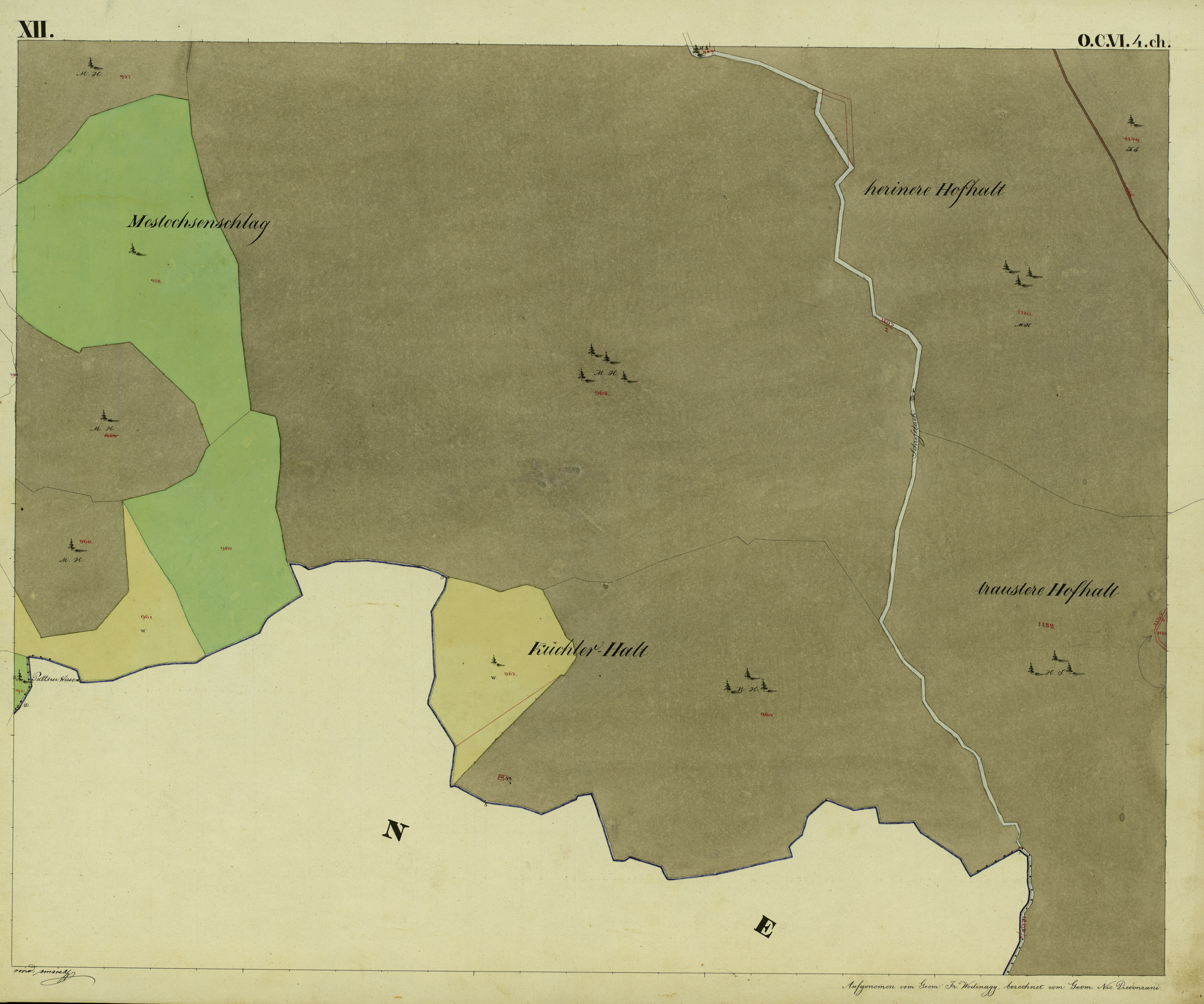
Oberpreitenegg: Schreflbach, herinnere und traustere Hofhalt, Mastochsenschlag
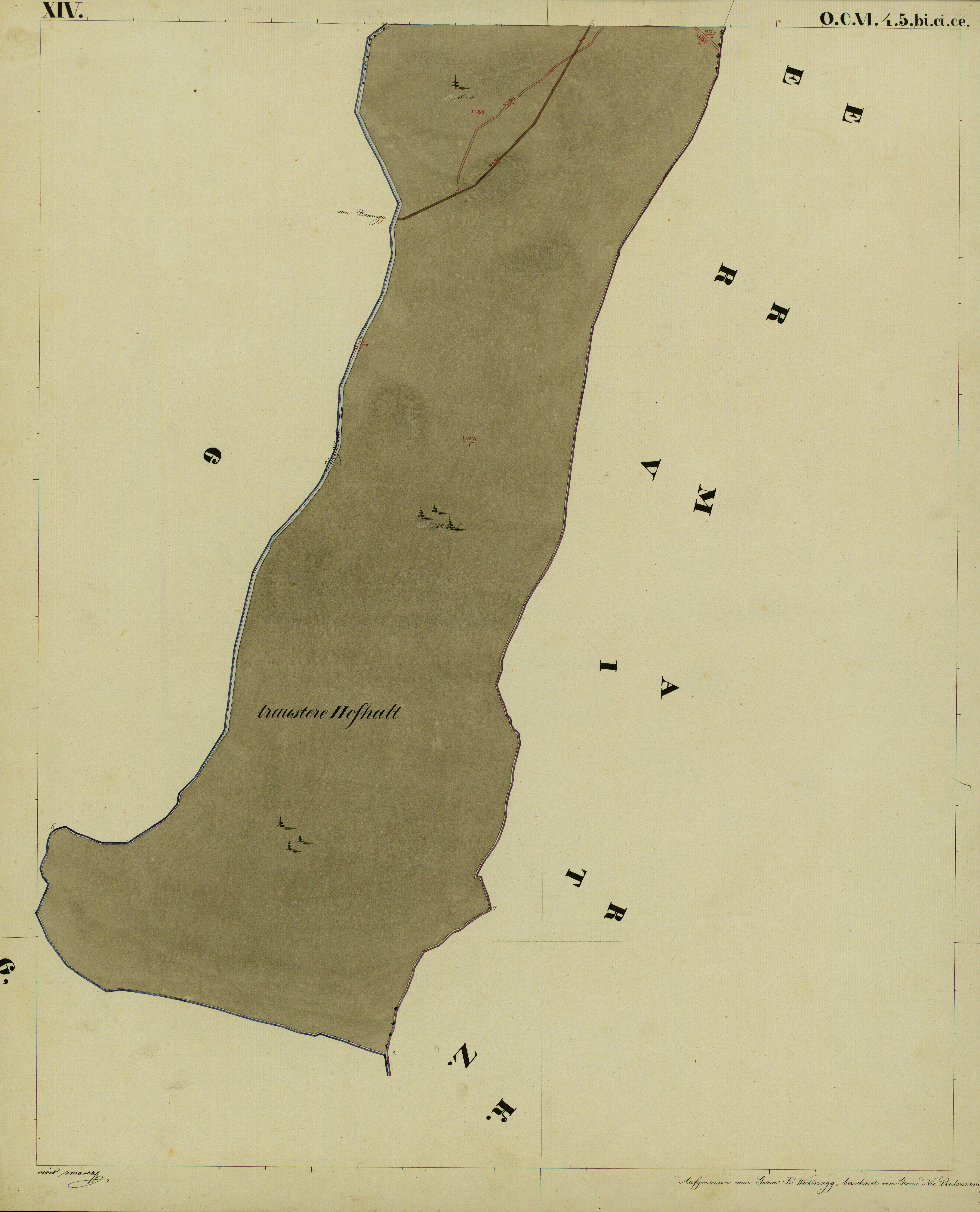
Oberpreitenegg: Weinstraße Richtung Zennegg und Abzweigung nach Osterwitz (oben)

(A) Grau=Wald, grün=Wiese, Gestrüpp, W.=Weide, H=Hutweide, hellgelb (in diesen Blättern aus dem Jahr 1825 ist der Farbton von der Papierfarbe schwer zu unterscheiden)=Almweide bzw. gering produktiv, dünkleres gelb=Ackerland, braun=Wegeparzellen. Gelbe Gebäude=Holzbauten, rote Gebäude=Steinbauten. J.M.=Jungmais, M.H.=Mittelholz, S.H.=Stangenholz, H.S.=hochstämmig schlagbarer Wald. Nachträge bis in die zweite Hälfte des 19. Jahrhunderts sind rot gezeichnet.